# صنعاء القديمة

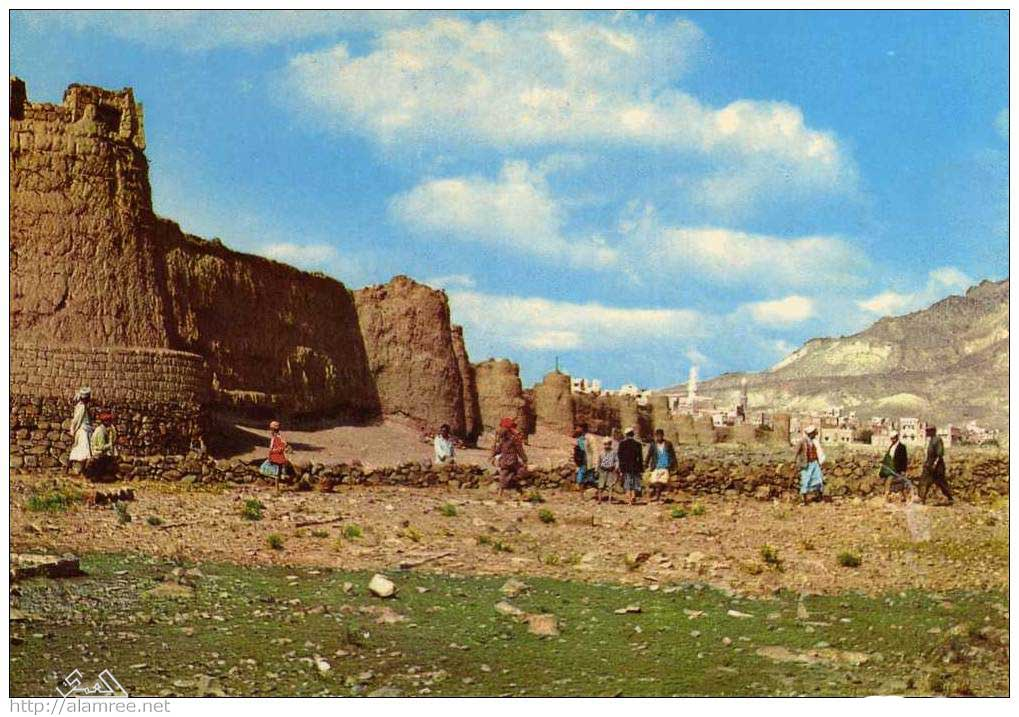
سور صنعاء القديمة عقد 1950.

صنعاء القديمة وهي مدينة مسورة وكان لها سبعة أبواب لم يبق منها إلا باب اليمن، وهي إحدى تلك المدن القديمة المأهولة باستمرار من القرن الخامس قبل الميلاد على الأقل، أصبحت عاصمة مؤقتة لمملكة سبأ في القرن الأول للميلاد بعد استعادة أسر من قبيلة همدان للعرش السبئي من الحميريين وجاء ذكرها في نصوص المسند بصيغة صنعو وهي مشتقة من «مصنعة» وتعني حصن في العربية الجنوبية القديمة،  وتحولت المدينة في القرنين السابع والثامن إلى مركز هام لنشر الإسلام، فحافظت على تراث ديني وسياسي يتجلى في 106 مساجد و21 حماماً و6500 منزل تعود إلى ما قبل القرن الحادي عشر. أما المساكن البرجية المتعددة الطبقات ومنازل الآجر القديمة فتزيد الموقع جمالاً.
أفادت منظمة اليونيسكو بأن مباني تاريخية مهمة في مدينة صنعاء القديمة مصنفة ضمن مواقع التراث العالمي تعرضت لأضرار جسيمة في 11 مايو 2015،  وكذلك في 11 يونيو أفادت اليونسكو بأن صواريخ التحالف الذي يقود العمليات العسكرية ضد الحوثيين أصابت حي القاسمي في صنعاء القديمة الذي يحتوي على عشرات المنازل التي شيدت قبل القرن الحادي عشر.
في 2 يوليو 2015 أضافت اليونسكو مدينة صنعاء القديمة وشبام على قائمة مواقع التراث العالمي المعرضة للخطر.

## الموقع

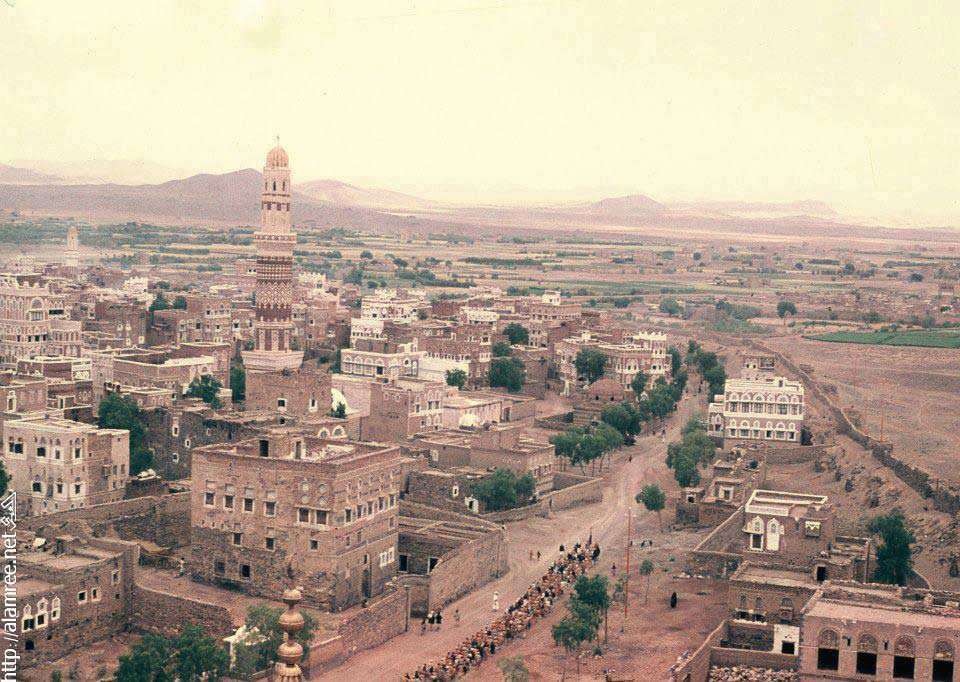
صنعاء القديمة في 1962

تقع مدينة صنعاء القديمة وسط المرتفعات الجبلية الغربية والعالية لليمن، ووسط سهل فسيح، قاع صنعاء، وعلى امتداد هضبة صغيرة في سفح جبل نقم، ترتفع قليلاً عن مستوى سطح السهل وبتدرج يزداد شرقاً باتجاه الجبل، على خط عرض (1-15 شمالاً) وطول (12-44 شرقاً)، وارتفاع يتراوح بين (2292-2248م) فوق سطح البحر ، أدناها عن باب السبحة، وأعلاها شرق القلعة (قصر السلاح).

## تاريخ

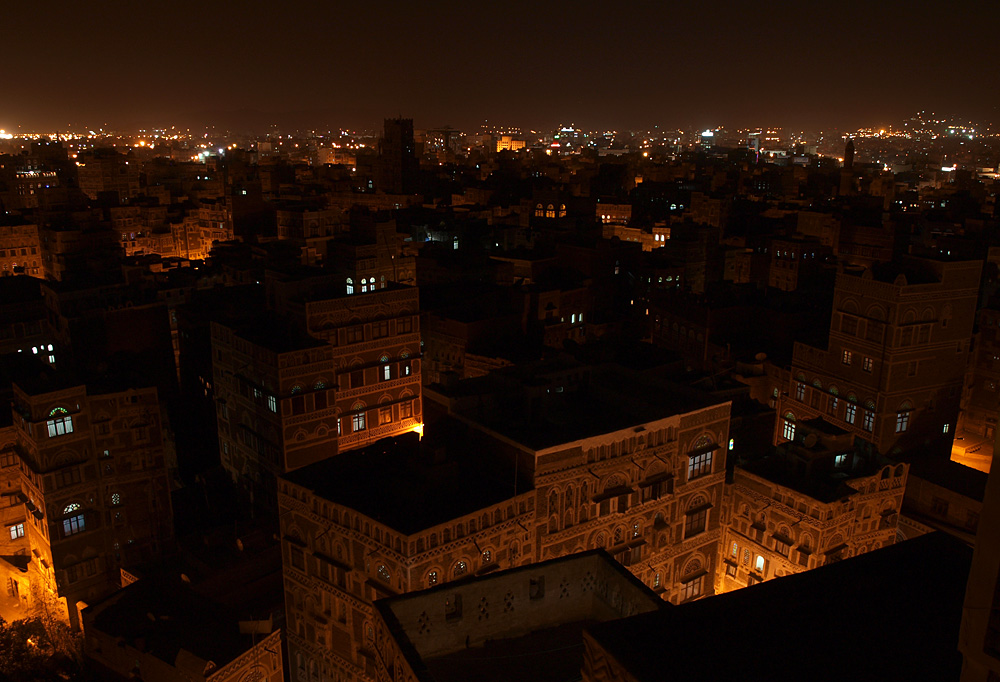
صنعاء القديمة، وجاء ذكرها في نصوص المسند بصيغة "صنعو" وهي مشتقة من "مصنعة" وكلمة مصنعة تعني الحصن. كانت أهم مراكز أسر همدان عبر تاريخ اليمن القديم والحديث

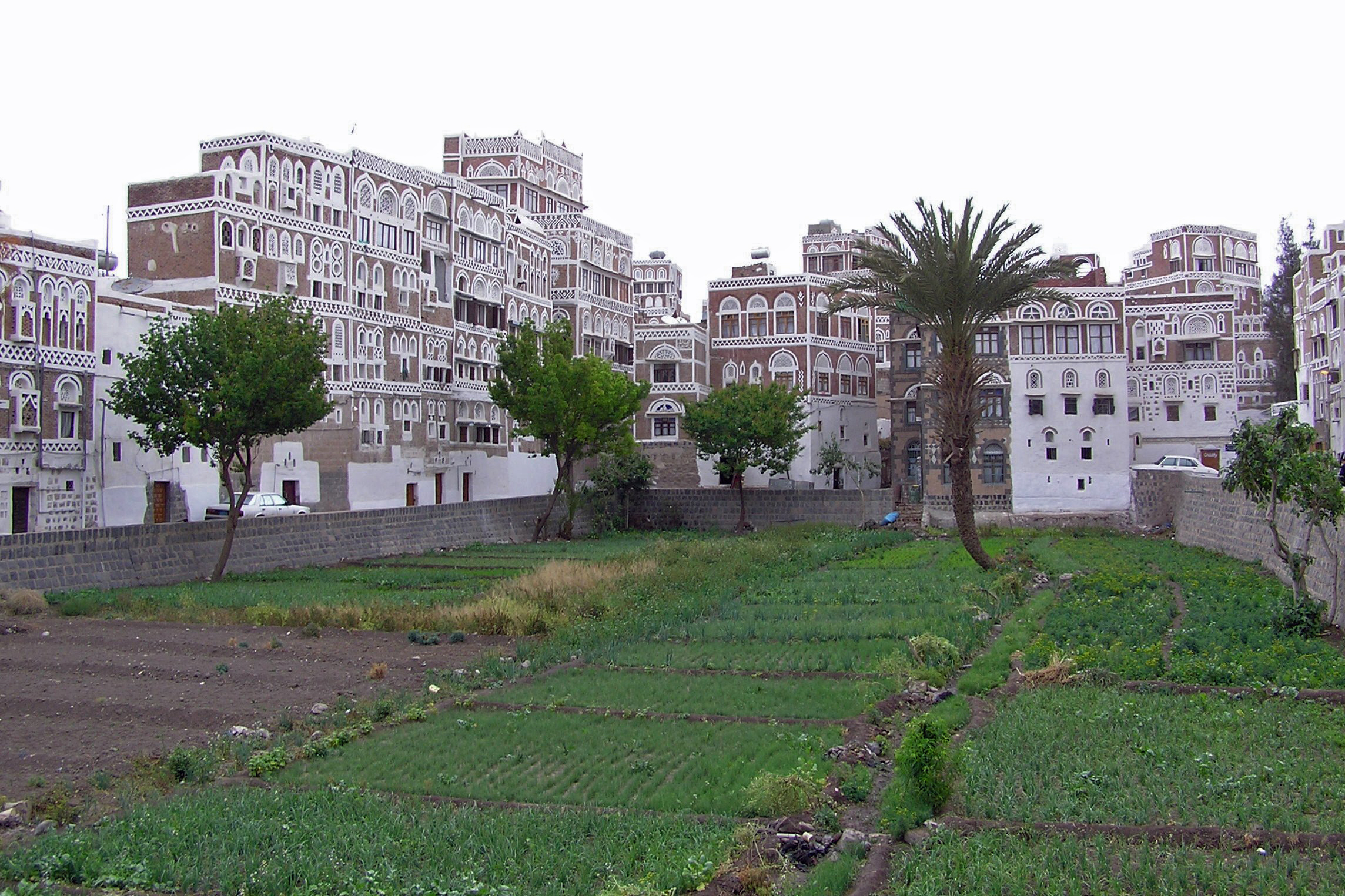
صنعاء القديمة حيث يعتقد أن قصر غمدان بني فيها وبناء القصر فيها دلالة على انتقال العاصمة من مأرب إليها بسبب سيطرة الهمدانيين

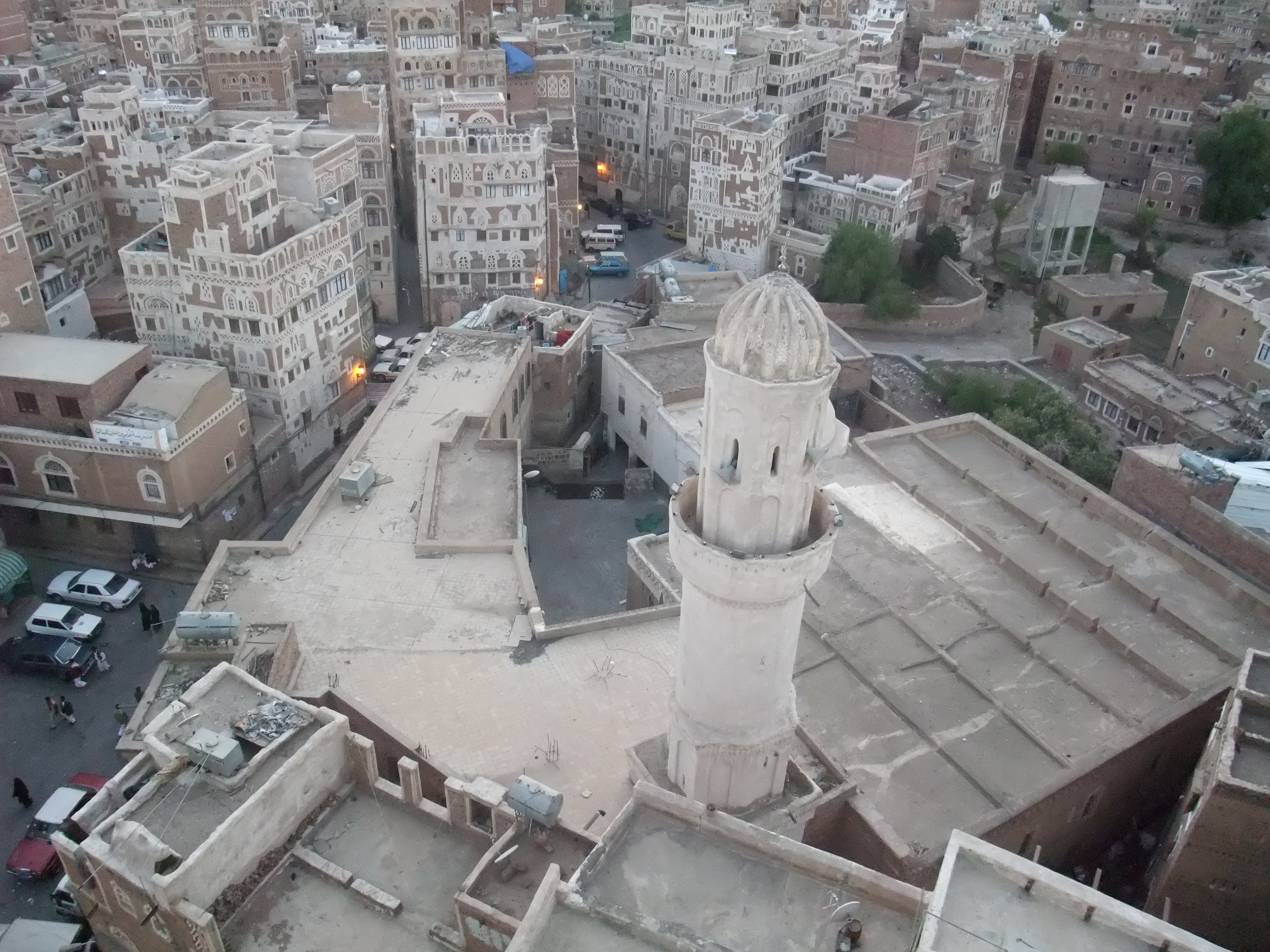
صورة من أعلى أحد المساجد في صنعاء القديمة

كانت المدينة القديمة لا تمثل سوى مساحة صغيرة من قاع صنعاء الفسيح الذي يمتد من جبل نقم شرقاً إلى جبل عيبان غرباً، وربما يكون الحصن التاريخي الموجود فوق سفح جبل نقم في الطرف الشرقي من مدينة صنعاء القديمة يمثل النواة الأولى للمدينة، وقد عرف فيما بعد باسم «قصر غمدان» ومما تجدر الإشارة إليه أن المواقع المحيطة بصنعاء مثل (نقم ـ حده ـ عيبان ـ عصر) قد بدأ ذكرها في النقوش المكتشفة حتى الآن ـ من نفس الفترة التاريخية (القرن الأول)، ثم تطورت المدينة وأصبح لها سور دائري وفي وسطها موضع «القليس» قبل الإسلام ومع مجيء الإسلام استجاب باذان ـ عامل الفرس على اليمن ـ مع أهل اليمن لدعوة رسول الله محمد سنة (627 ميلادية)، ودخلوا في الدين الإسلامي فعينه رسول الله (ص) والياً على صنعاء، وكانت المدينة القديمة مقر الوالي فبني الجامع الكبير في السنة (6 هـ/627م) فاكتسبت ملامح جديدة فقد دخلها عدد من أصحاب رسول الله ﷺ، وظلت محافظة على أهميتها وأصبحت مركزاً دينياً وتنويرياً فزاد اتساعها في العهود الإسلامية المتعاقبة، بعد أن كانت صنعاء القديمة تقع في الجانب الشرقي من وادي السايلة كمدينة مسورة بها حصن يقع في الطرف الشرقي من المدينة على منطقة مرتفعة تحتها تقع الأسواق والجامع الكبير، ومن الفترات التي توسعت فيها مدينة صنعاء عهود كل من دولة بني حاتم (القرن 6 هـ / 11 م) والدولة الأيوبية (القرن 7 هـ / 12 م)، وينسب تجديد سورها إلى السلطان «طغتكين بن أيوب»، فأصبحت تضم المباني المهمة من الوجهة التاريخية ذات الطابع الجمالي والعمراني الفريد وفي العهد العثماني الأول بني في شرقها جامع البكيرية وحمام الميدان على الطراز العثماني وفي جهة الغرب امتدت إلى مجرى السايلة ومد سورها إلى باب السبح، كما أنشئ حي النهرين في غربي المدينة وأقيم على طرفه الجنوبي مقر الحاكم عرف وما زال بـ«بستان السلطان» وكان موضعه قبل ذلك مقابر لعظماء همدان.

### غارات جوية

بستان القاسمي بصنعاء القديمة قبل وبعد الدمار الذي تعرض له بغارات جوية لتحالف العمليات العسكرية ضد الحوثيين في يونيو 2015.

أفادت منظمة اليونيسكو بأن مباني تاريخية مهمة في مدينة صنعاء القديمة مصنفة ضمن مواقع التراث العالمي تعرضت لأضرار جسيمة في 11 مايو 2015. وقالت المنظمة في بيان «في الأيام الأخيرة تلقت اليونيسكو معلومات تشير إلى أضرار كبيرة أصابت مواقع ثقافية مهمة في اليمن».
وبحسب معلومات جمعتها اليونسكو فإن بلدة صنعاء القديمة التي تعود منازل الآجر الشهيرة فيها ومساجد وحمامات إلى ما قبل القرن السادس «تعرضت لقصف كثيف ليل 11 أيار/مايو 2015 ما تسبب بأضرار جسيمة في العديد من المباني التاريخية». وأضافت المنظمة أن مدينتي صعدة (شمال) وبراقش (شمال غرب) «أصيبتا أيضا بأضرار.»
وكذلك في 11 يونيو أفادت اليونسكو بأن صواريخ التحالف الذي يقود العمليات العسكرية ضد الحوثيين أصابت حي القاسمي في صنعاء القديمة،  الذي يحتوي على عشرات المنازل التي شيدت قبل القرن الحادي عشر، وأسفرت الغارة عن مقتل 5 أشخاص وإلحاق دمار كبير في 3 منازل.

لقطة أخرى للدمار

وأعربت منظمة اليونسكو عن إدانتها لاستهداف المدينة القديمة في صنعاء، ودعت المديرة العامة للمنظمة إيرينا بوكوفا في بيان إلى «احترام وحماية التراث الثقافي في اليمن»، كما عبرت عن «حزنها العميق لخسارة الأرواح والتدمير الذي لحق بأقدم جواهر الحضارة الإسلامية». ونفى المتحدث باسم التحالف العميد ركن أحمد العسيري استهداف المدينة وصرح لوكالة الأنباء الفرنسية (فرانس برس) قائلاً «بالتأكيد لم نشن أي عملية داخل المدينة».

## الطراز المعماري

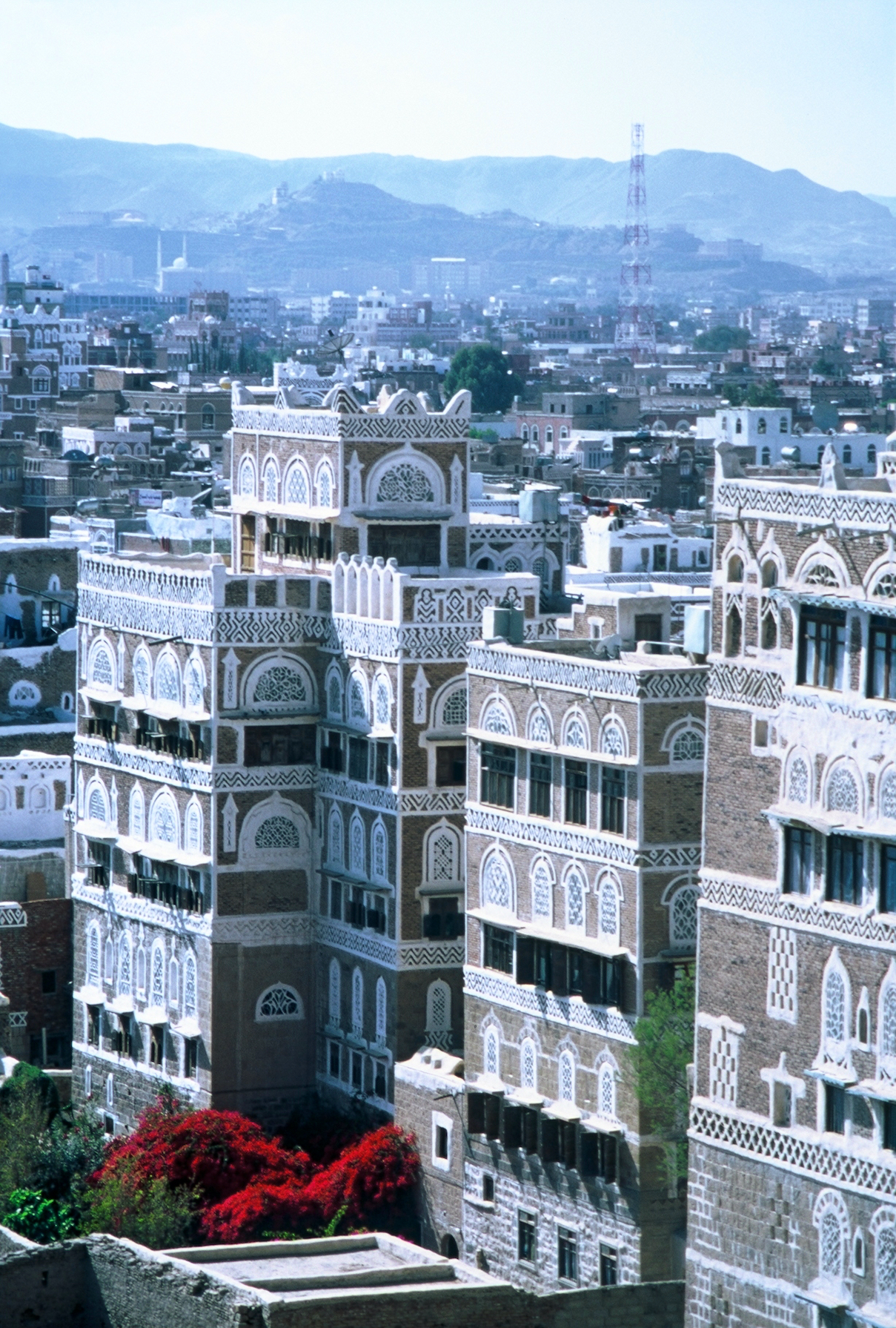
مباني في صنعاء القديمة

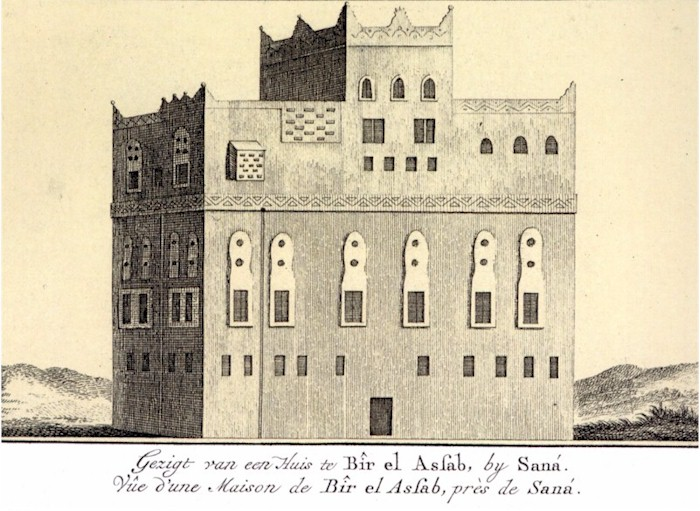
منزل في حي بير العزب القديم

صورة من صنعاء القديمة طريق السايلة

تتميز مدينة صنعاء القديمة بطراز معمارها القديم الذي يمتلك زخارف غنية توجد بأشكال ونسب مختلفة مثل كتل النوب والأسوار والمساجد والسماسر والحمامات والأسواق والمعاصر والمدارس إلا أنه لا يعرف متى تم بناء هذا الطراز المعماري المتأثر بالطراز الحميري.

### التوجيه
تبعا للموقع الجغرافي والفلكي وجد المعمار اليمني أن الواجهة الجنوبية للمنزل (العدنية كما يسميها سكان المدينة) أكثر عرضة للشمس طوال النهار مما يجعلها أكثر دفئاً في فصل الشتاء القارس البرودة في صنعاء، بينما تكون الواجهة الشمالية أثناء ذلك غارقة في الظلال وبالتالي أكثر برودة في الشتاء.
أما في الصيف وأثناء رحلة الشمس نحو الشمال وعودتها نحو الجنوب فتكون الواجهة الشمالية أكثر عرضة للشمس بينما الجنوبية مظللة مما يجعلها معتدلة الحرارة.
ولذلك تركزت في الواجهة الجنوبية الوحدات السكنية وخصصت الشمالية لدورات المياه والمطابخ.
أستخدم المعماري مواد بنائية من طبيعتها اكتساب وخزن الحرارة نهاراً وبطء فقدانها ليلاً بحيث يمكنها من تدفئة المنزل طوال الليل.
دفعت الأمطار الموسمية الصيفية الغزيرة إلى استخدام مواد بنائية تقاوم التفتت والتحلل والتجريف وكذلك تغطية سطوح المنازل بمادة القضاض  والجص لكي يسهل من عملية تصريف المياه من السطوح عبر مزاريب إلى خارج المنزل.

### المنزل الصنعاني

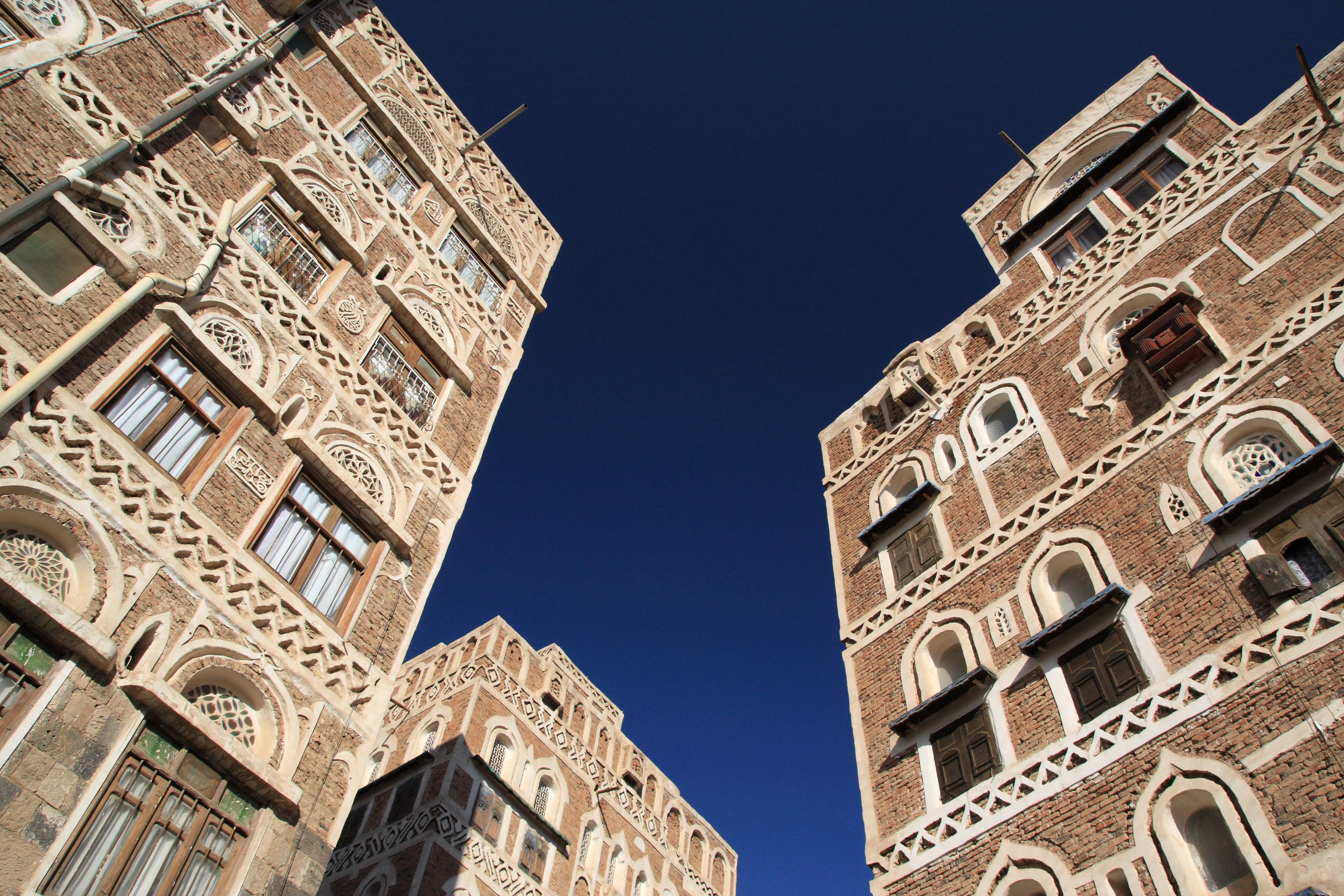
من منازل صنعاء القديمة

يتكون المبنى السكني الصنعاني من (3 – 8 طوابق)، تتوزع عليها الفضاءات الوظيفية وفق النوعية. ويمكننا تصنيفها على النحو التالي
فضاءات الحركة:
1- فناء المدخل (الحوي): يوجد في بعض المباني والدور السكنية.
2- المدخل وصالة التوزيع (الدهليز): يأتي المدخل في مقدمة الواجهة الرئيسية وفي الطابق الأرضي وينفذ منه إلى صالة توزيع الحركة (الدهليز) وهو فضاء خدمي أيضاً.
3- صالة توزيع الحركة في الطوابق العليا (الحجرة):
بالإضافة إلى دورها في توزيع الحركة فهي فضاء معيشي وخدمي أيضاً لكل طابق من طوابق المبنى السكني.
4- السلم، بيت الدرج (الدرج): ويمتد من الطابق الأرضي إلى السطح (الجبا)، وقد يتغير موضعه حسب الحاجة وفي بعض الدور الكبيرة يوجد أكثر من درج والخدمية منها تتصل بالمطبخ.

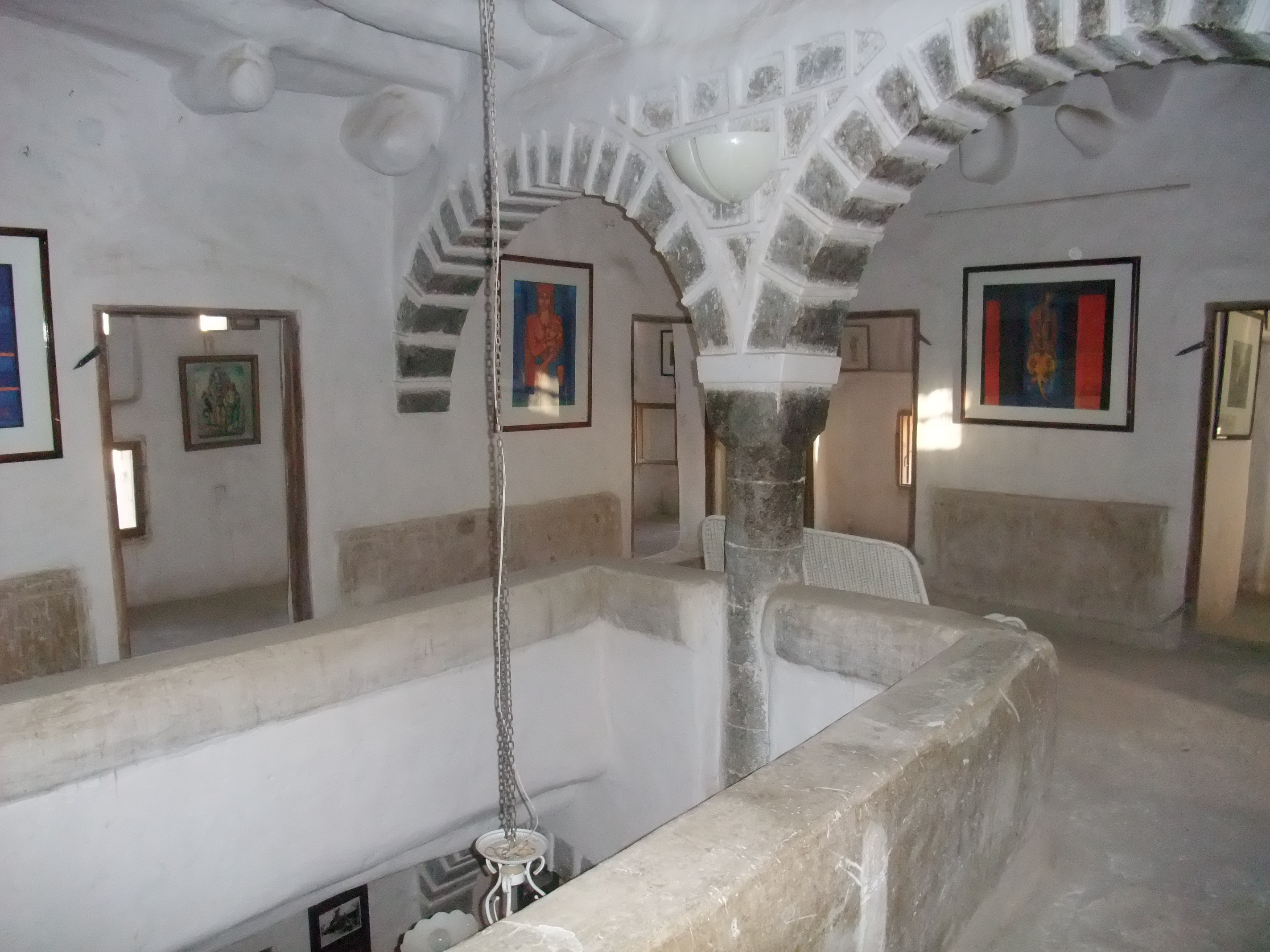

الفضاءات الاقتصادية والخدمية (الرئيسية):
1- إسطبل الماشية (الحر): ومخزن الغلال وحظيرة تسمين الخراف (الكرس) وتقع جميعاً في الطابق الأرضي.
2- المخزن (الطبقة، ج: طبيق): ويأتي غالباً في الطابق الأول أو المسروق ويستخدم لخزن الحبوب والدقيق.
3- المطبخ (الديمة): ويقع في الطوابق (1 – 3).
4- (الكمة): وهي غرفة صغيرة في الطابق المسروق غير مضاءة في الغالب وتستخدم لخزن الملابس وأحياناً للنوم.
5- (العجمي): غرفة شمالية قليلة الفتحات تستخدم كمخزن وأحياناً للنوم.
6- الحمام (المطهار) والمرحاض (المستراح): للكثير من المباني أكثر من حمام ومرحاض وتعلو بعضها بعضاً، وعادةَ ما يشتركان معاً في فضاء واحد.
7- بئر الماء (المنزوعة): تقع في الطابق الأرضي في الغالب وهي من السمات المميزة لتكوين المبنى السكني الصنعاني.
8- الشباك – بيت الشربة (المشربية المصطلح الأكثر شيوعاً): يستعمل في البيت الصنعاني الشباك وذلك للرؤية المستورة وللزينة ولدخول الهواء خفيفاً وللإطلاع على معرفة الطارق، وبيت الشربة لتبريد الماء. وقد يكون بيت الشربة في الجهة الشمالية لبرودتها.
ويظهر في الصورة الشباك الخشبي المزخرف الجميل.
الفضاءات المعيشية والترويحية:

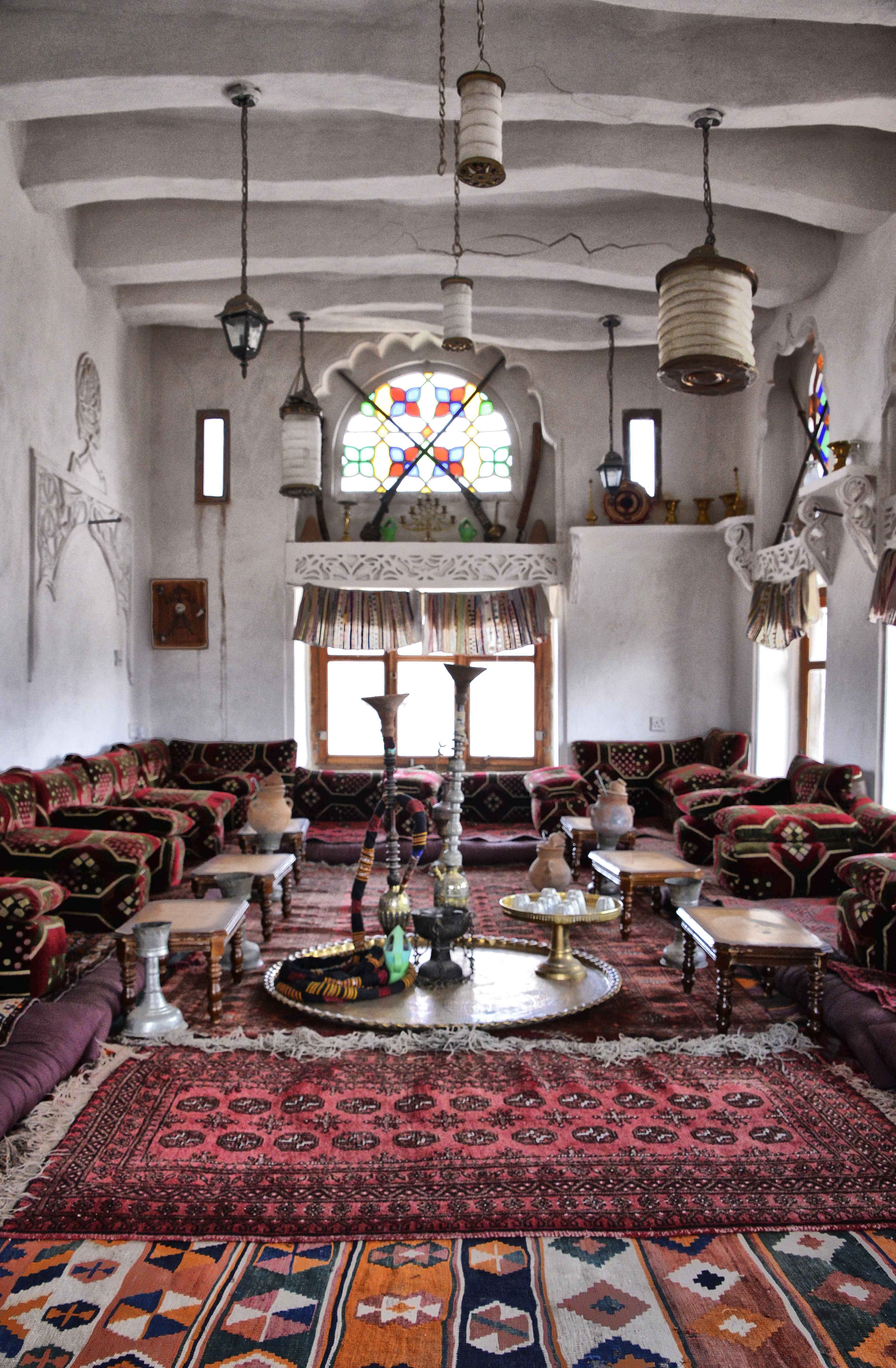
غرفة الديوان (مكان استقبال الضيوف)

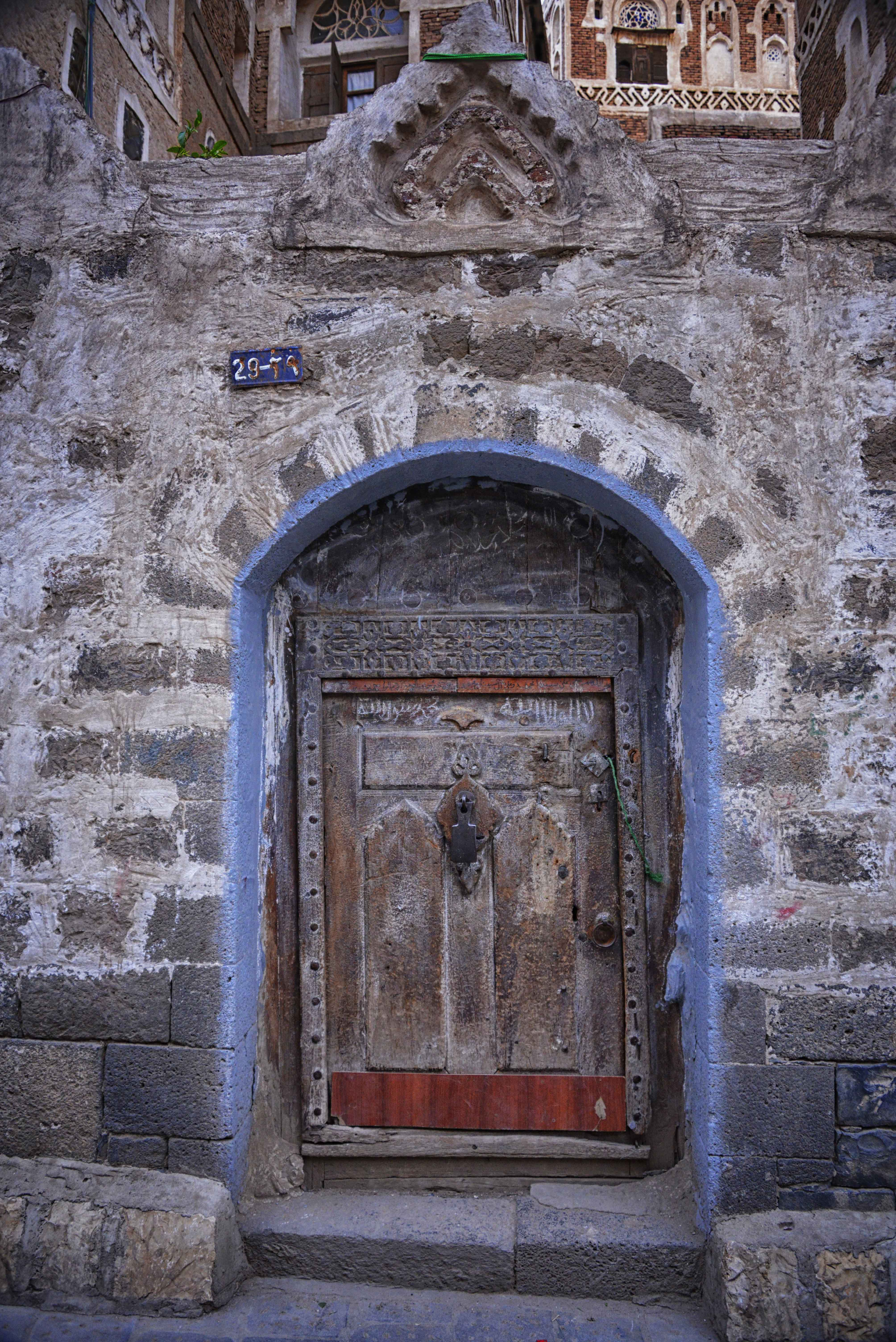
نموذج لأحد ابواب المنازل

1- الديوان: غرفة مستطيلة كبيرة للضيافة والمقيل والسمرة، ويأتي غالباً في الطوابق الوسطى.
2- المفرج: غرفة في الطابق الأخير أو قبل الأخير أصغر نسبياً في مساحته من الديوان.
3- المنظر: غرفة أصغر من المفرج وتأتي في أعلى المبنى، أو بجانب المفرج.
4- الزهرة: غرفة صغيرة جداً في أعلى المبنى، وتسمى أيضاً (الطيرمانة).
5- مكان الوسط: حجرة وسطية تستخدم للمعيشة وللأنشطة اليومية لجميع أفراد الأسرة.
فضاءات الراحة والنوم:
1- غرفة النوم (المكان): مستطيلة في الغالب وهي أكثر عدداً من بقية الفضاءات الأخرى، ومتباينة في مساحاتها كبيرة ومتوسطة وصغيرة، تتوزع على الطوابق الوسطى والعليا.
الفضاءات المعيشية والخدمية والاقتصادية المهنية (التكميلية):
وتنحصر في المباني والدور السكنية الكبيرة وتتوزع فيها وفق النوعية الاجتماعية المهنية لملاكها:
- السمسرة الصغيرة الخاصة: تستخدم لخزن الغلال والحبوب.
- المفرج الأرضي: فضاء معيشي في الطابق الأرضي أو مبنى مكون من طابق ملحق.
- البركة والنافورة (الشذروان).
- المحكمة: المكان الخاص بالنظر في القضايا وإدارة العمل وشؤونه، ولا تتوفر إلا في بيوت الأعيان ورجال الحكم والملاك الكبار.
- سمسرة العملة (المطبعة)، في مقام الحاكم (الإمام أو الوالي التركي).
- بئر الماء (المسنى) ومرافقه.
الفضاءات الاقتصادية – الإنتاجية – التجارية:
تنحصر فقط في المباني السكنية المجاورة للأسواق أو التي تقع على أطرافها، وقلما توجد في المباني السكنية لحارات أطراف المدينة، ولها أبوابها الخارجية الخاصة لخدمتها وهي:
1- المحل التجاري (الحانوت): وهذا النوع لم يكن معروفاً وبكثرة في الطوابق الأرضية وعلى شوارع الأسواق الحديثة الممتدة على محاور توسع سوق صنعاء القديمة.
2- المعصرة: التي تدار رحاها بالبعير (الجمل).
3- المدبغة لدبغ الجلود.
4- معامل النسيج للمصاون (غطاء للنساء) والأوطفة.
5- معامل الفخار كالتناوير الطينية.

## الحفاظ على المدينة
صمدت صنعاء قروناً طويلة في وجه الحروب والحصار والكوارث، وبقيت معلماً حياً وشاهداً على حضارة عربية إسلامية أصيلة ذات مستوى فني رفيع مزج بين الفن والجمال المعماري مستجيبة في الوقت نفسه لحاجات سكانها المادية والروحية، وحتى العصر الحديث بقيت صنعاء تحافظ على إيقاع مريح في التزاوج بين نسيجها المعماري في حالته التقليدية ومتطلبات الحياة العصرية ولأن مدينة صنعاء القديمة كانت تمثل استمراراً هاماً للقيم الثقافية والتاريخية ورمزاً لبقائها حية كعاصمة تاريخية لليمن الحديث، فقد صدرت قرارات عديدة تهدف إلى حمايتها من الانهيار.
وكان منها القرار الصادر في عام 1984 بإنشاء لجنة للحفاظ على مدينة صنعاء القديمة وتحسينها، وكان من أهم مهامها العمل على وقف مظاهر التدهور والانهيارات واستعادة حيويتها وجمالها، ثم تطورت اللجنة إلى هيئة عامة للحفاظ على مدينة صنعاء القديمة، ثم إلى هيئة عامة للحفاظ على المدن التاريخية.
تبنت منظمة الأمم المتحدة للتربية والثقافة والعلوم (اليونسكو) حملة دولية لحماية وتحسين مدينة صنعاء القديمة والحفاظ على معالمها وطابعها المعماري الفريد وتطوير الخدمات وإبراز التراث الحضاري فيها، فقد اتخذ المؤتمر العام لليونسكو في دورته المنعقدة في بلغراد عام 1980 قراراً يشمل قيام حملة دولية لصيانة مدينة صنعاء القديمة، وقد شارك في تمويل الحملة عدد من الدول، وكان من أهداف الحملة، حماية المدينة والقيام بدراسات عميقة لتراث المدينة وتقاليدها وإعادة المباني الرئيسية فيها، فقد تم ترميم أجزاء من السور المحيط بالمدينة الذي تعرض للانهيار، وترميم عدد من المنازل الآيلة للسقوط، واستكمال عمليات الصرف الصحي وترميم السايلة وغيرها، إضافة إلى تنظيم عدد كبير من الندوات العلمية قدمت فيها دراسات وأبحاث علمية متخصصة لعدد كبير من الباحثين والمتخصصين المحليين والدوليين والتي انتهت بالخروج بتوصيات تهدف إلى دعم الحملة الدولية وإنجاح صيانة المدينة.

### الحارات
يوجد في صنعاء القديمة عشرات الحارات وهي كالتالي:

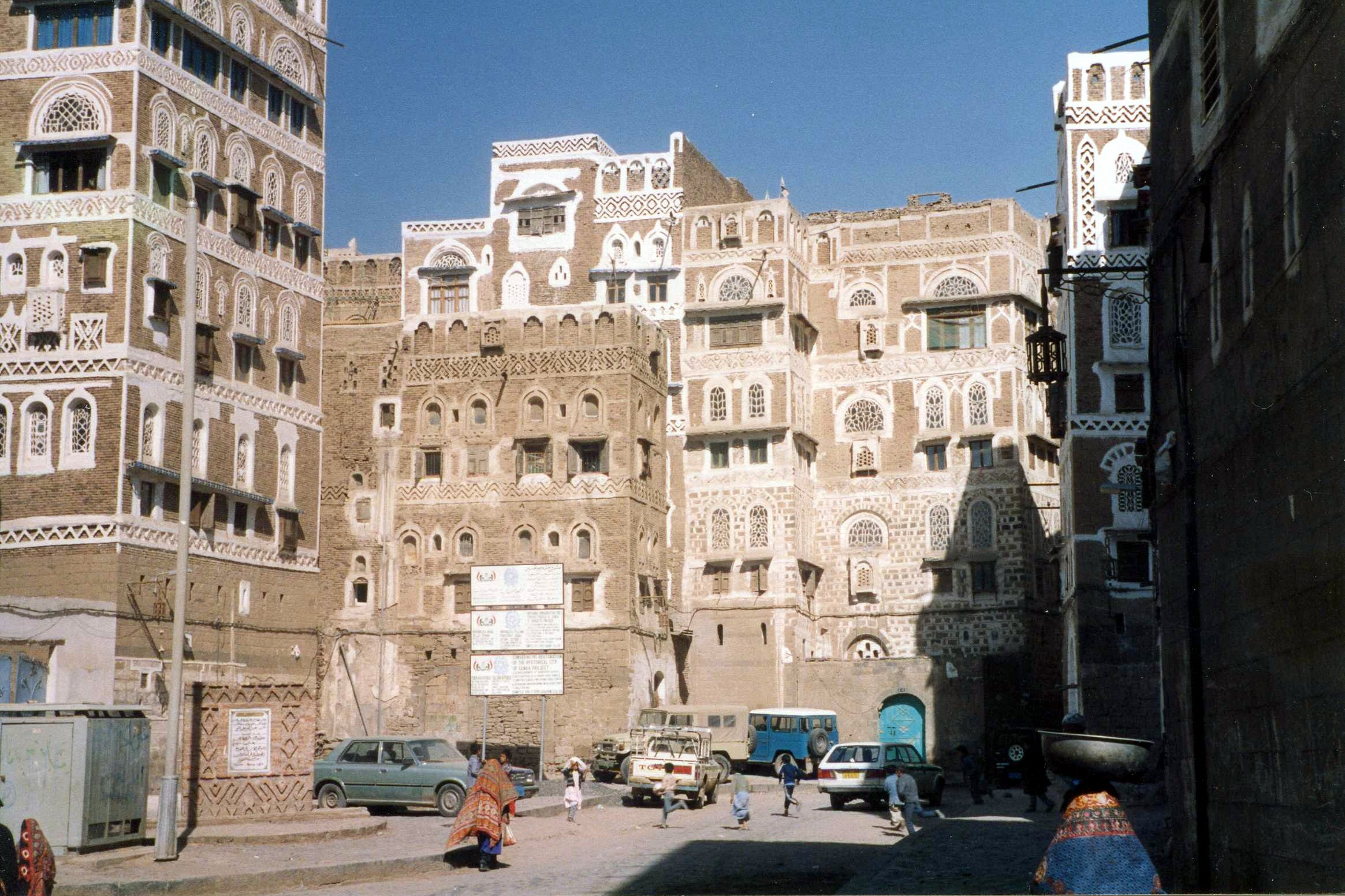
بعض حارات صنعاء القديمة

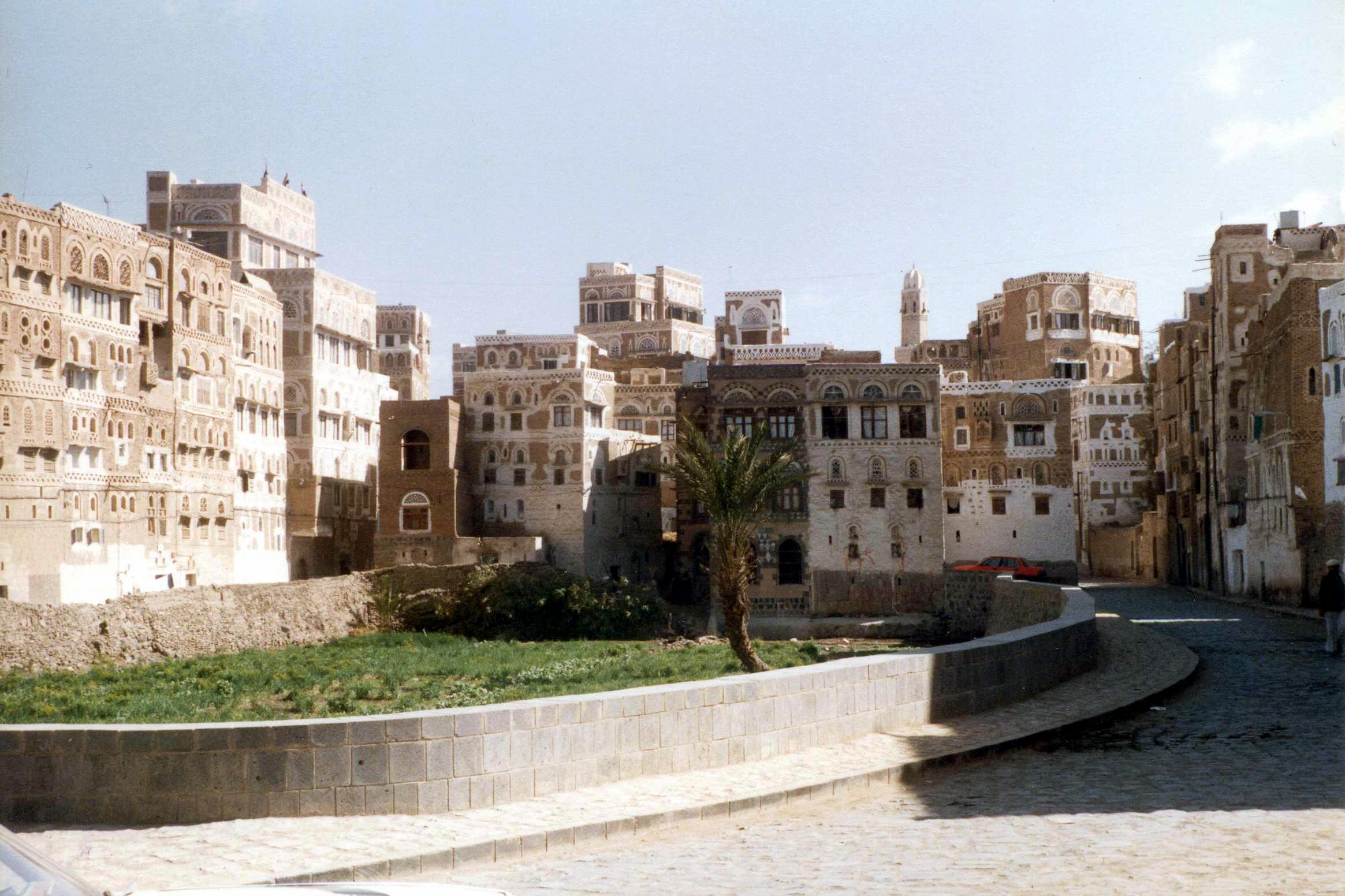
بعض حارات صنعاء القديمة

1. الابزر
2. الابهر
3. الباشا
4. البكيرية
5. الجامع الكبير
6. الجديد
7. الجلاء
8. الجوافه
9. الحرقان
10. الحسوسة
11. الحميدي
12. الخارجية
13. الخراز
14. الدفعي
15. الزمر
16. السائلة
17. الشراعي
18. الشهيدين
19. الطبري
20. الطواشي
21. العلمي
22. الفليحي
23. القبة
24. القزالي
25. الكدس
26. المدرسة
27. المذهب
28. المصباغة
29. المطيط
30. المفتون
31. المنصورة
32. الميدان
33. النظارة - الجديد
34. النهرين
35. الوشلي
36. باب السباح
37. باب السلام
38. باب اليمن
39. بحر رجرج
40. بروم
41. بستان السلطان
42. بستان شارب
43. خضير
44. خضير صرحة الوادي
45. داود
46. سبأ
47. سكرة
48. سوق البقر
49. حارة محمود (سوق البقر)
50. سوق المخلاص
51. سوق الملح
52. سوق سيلان
53. سمرة
54. شعوب
55. شكر
56. صلاح الدين
57. طلحة
58. عقيل
59. غرقة القليس
60. غمدان
61. قبة المهدي
62. كباس
63. محمود
64. معاذ
65. معمر
66. موسى
67. نصير
68. نعمان
69. ياسر

## المساجد

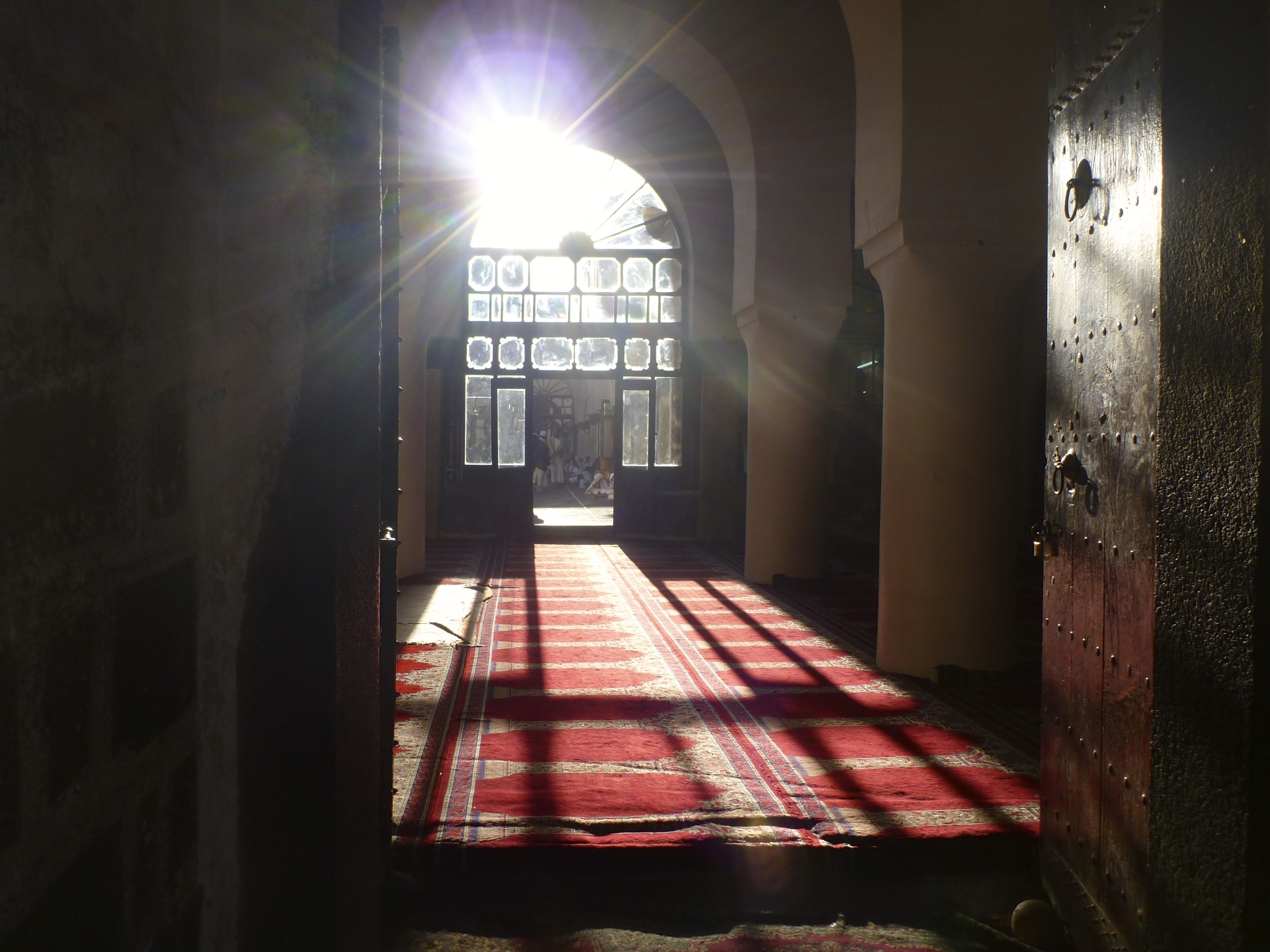
الجامع الكبير

مساجد صنعاء القديمة 46 مسجد عامر داخل محيط سور صنعاء القديمة بما في ذلك الجامع الكبير، موزعة على أحيائها الثلاثة وقصرها، منها 16 مسجد في حي القطيع من بينها 5 مساجد داخل السوق القديم ومحيطه، أكبرها قبة البكيرية وأصغرها مسجد المفتون ومسجد الحميدي.
بينما شمل حي السرار الشرقي 21 مسجداً أكبرها الجامع الكبير الذي يأتي مع مسجد محمود في الأطراف الغربية للسوق القديم، كما يقع مسجد الزمر على محور الامتداد التوسعي للسوق شمالاً. أما أصغر هذه المساجد فهو مسجد الطاووس ومسجد القاسمي ومسجد الجديد.
أما حي السرار الغربي فقد أحتوى على 6 مساجد أكبرها قبة المهدي وأصغرها مسجد الحرقان. وتوجد ثلاثة مساجد داخل محيط سور القصر. وهناك أيضاً جامع الأبهر وجامع صلاح الدين.
ويعد الجامع الكبير أقدم المساجد الإسلامية وهو أول مسجد بني في اليمن ويعتبر من المساجد العتيقة التي بنيت في عهد رسول الله صلى الله عليه وسلم.
1. جامع الحيمي المعروف بمسجد الباشه.
2. جامع نصير.
3. جامع موسى.

جامع البكيرية 1962م

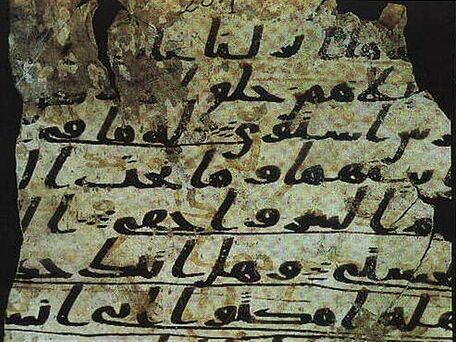
مخطوطات صنعاء أقدم النسخ القرآنية الموجودة عثر عليها في الجامع الكبير بصنعاء والذي بني بأمر من النبي محمد

4. جامع الأنبر ويدعى قديماً مسجد الأبزر.
5. جامع القلعة.
6. جامع مراد.
7. جامع المتوكل.
8. جامع الجناح وبجانبه جامع المذهب في سوق الملح.
9. جامع صلاح الدين.
10. جامع البكيرية.
11. جامع المفتون.
12. جامع المدرسة.
13. جامع الطواشي.
14. جامع خضير.
15. جامع الزمر.
16. جامع عقيل.
17. جامع الخراز.
18. الجامع الكبير بصنعاء.
19. جامع الرضوان.
20. جامع الأبهر.
21. جامع معاذ.
22. جامع طلحة.
23. جامع الطاووس.
24. جامع علي ابن أبي طالب.
25. جامع الفليحي.
26. جامع الجلا.
27. جامع العلمي
28. جامع احمد بن الحسين.
29. جامع غزل الباشا.
30. جامع النور.
31. جامع بروم.
32. جامع القاسمي.
33. جامع الوشلي.
34. جامع الجديد.
35. جامع النهرين.
36. جامع قبة المهدي.
37. جامع التقوى.
38. جامع سمرة.
39. جامع جمال الدين.
40. جامع محمود.
41. جامع داؤود.
42. جامع الشهيدين.
43. جامع معمر.
44. جامع الحرقان.

## الأسواق الشعبية

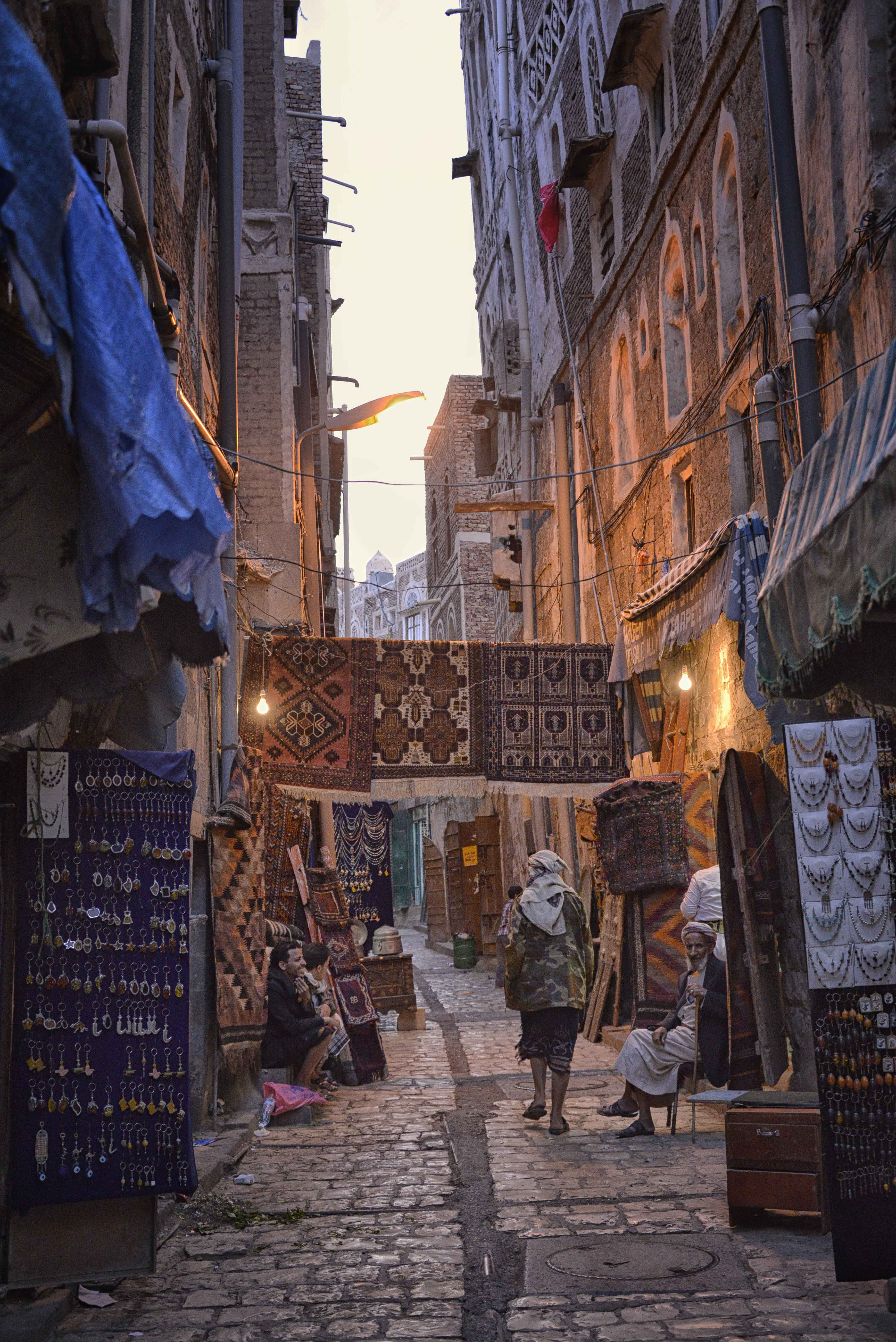

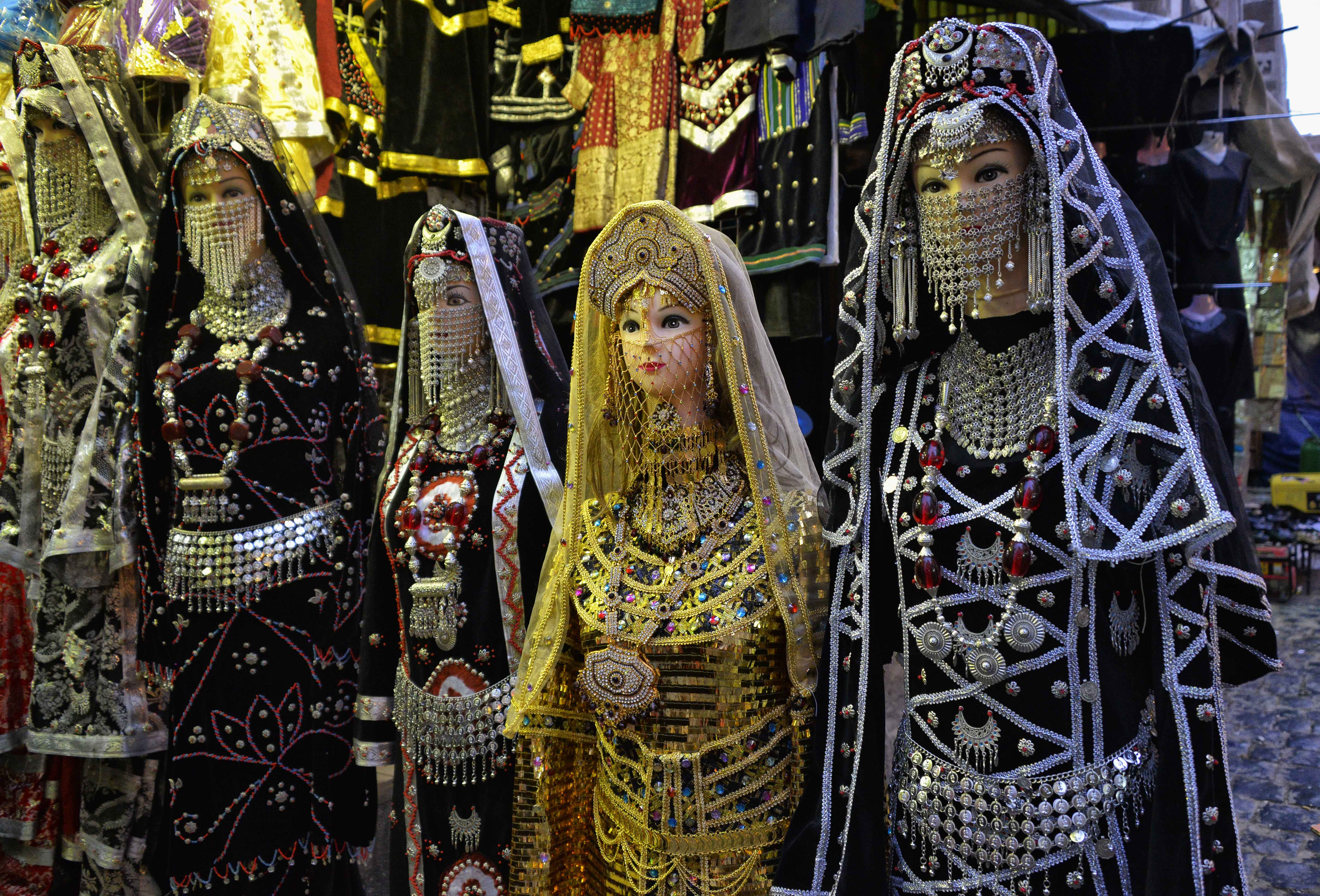

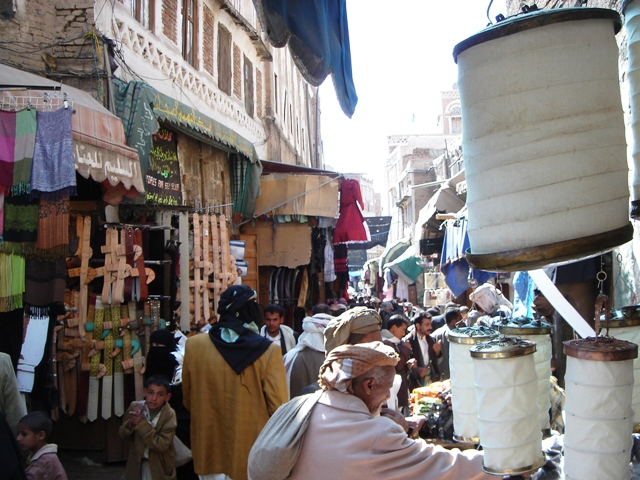

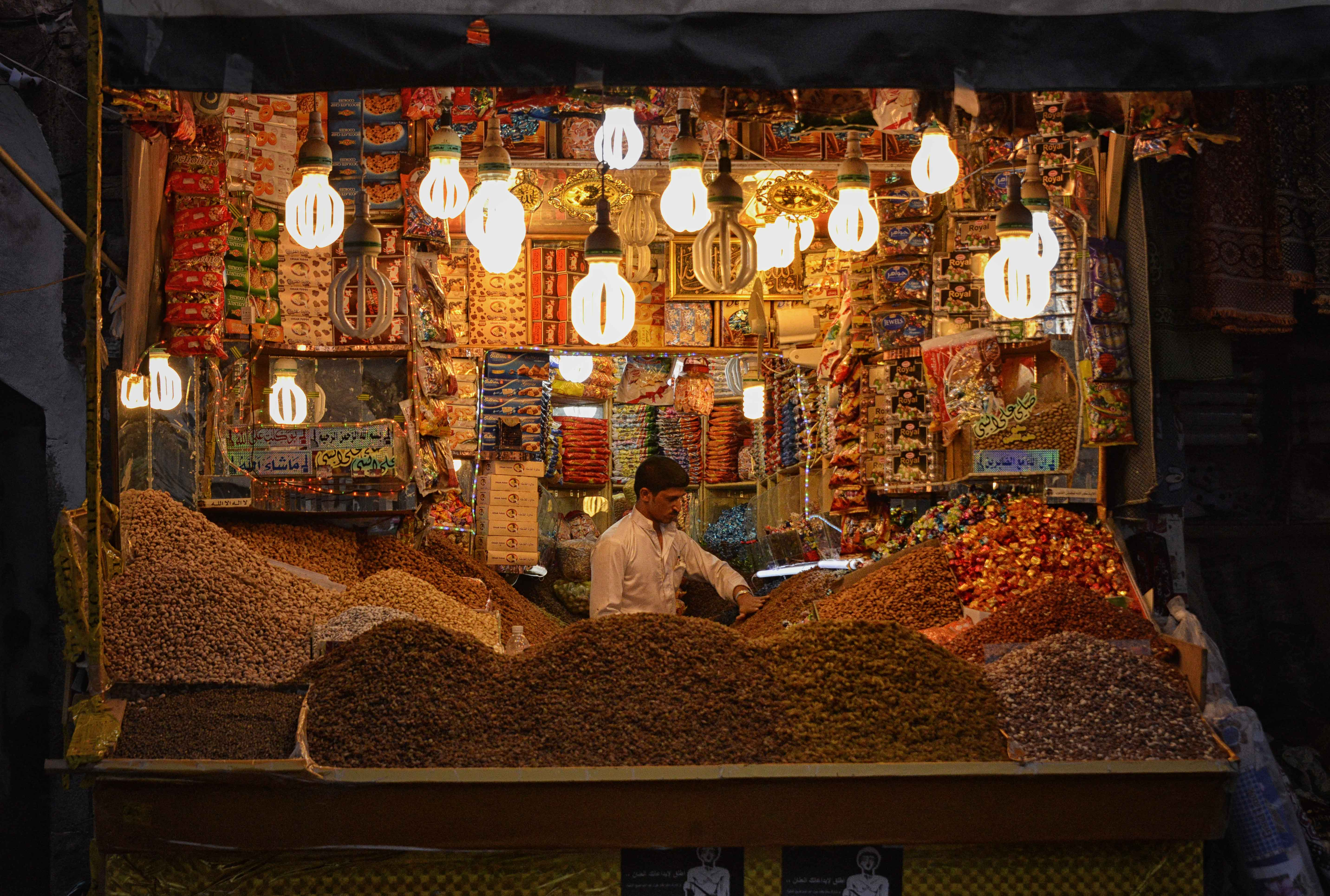

يعتبر سوق مدينة صنعاء القديمة من أسواق العرب القديمة وكان يقام في النصف من رمضان ونظراً لازدهار التجارة والتبادل التجاري النشط المتنوع تنوعت أسواق صنعاء لكونها مركزاً لما حولها من القرى والمدن اليمنية وتنوعت بحسب السلع والبضائع والصناعات الموجودة، وكانت في الماضي حوالي (45) سوقاً ولا يزال أغلبها قائماً حتى الآن هي:
| - سوق المسباغة - سوق المحدادة - سوق الحلقة - سوق المنجارة - سوق المنقالة - سوق المشغولات اليدوية - سوق العنب - سوق الكوافي - سوق المدايع - سوق الجص - سوق السلب - سوق البز - سوق المعطارة - سوق المخلاص (الفضة) - سوق الحبوب | - سوق الزبيب - سوق النظارة - سوق الفتلة - سوق المدر (الأواني الفخارية) - سوق البقر - سوق الحناء - سوق ركن الزبيب - سوق السراجين - سوق النحاس - سوق الختم - سوق العسوب - سوق الصرافة - سوق الجنابي - سوق المعدن - سوق الجبانة - سوق الحمير (العرج) | - سوق الحطب - سوق الكبوس - سوق المبساطة - سوق عقيل - سوق القشر - سوق الملح - سوق ميزان الزبيب - سوق البهارات - سوق باب اليمن - سوق باب السلام - سوق الزمر - سوق باب شعوب - سوق باب السباح - سوق الذهب - سوق الطعام |

### صناعات وحرف

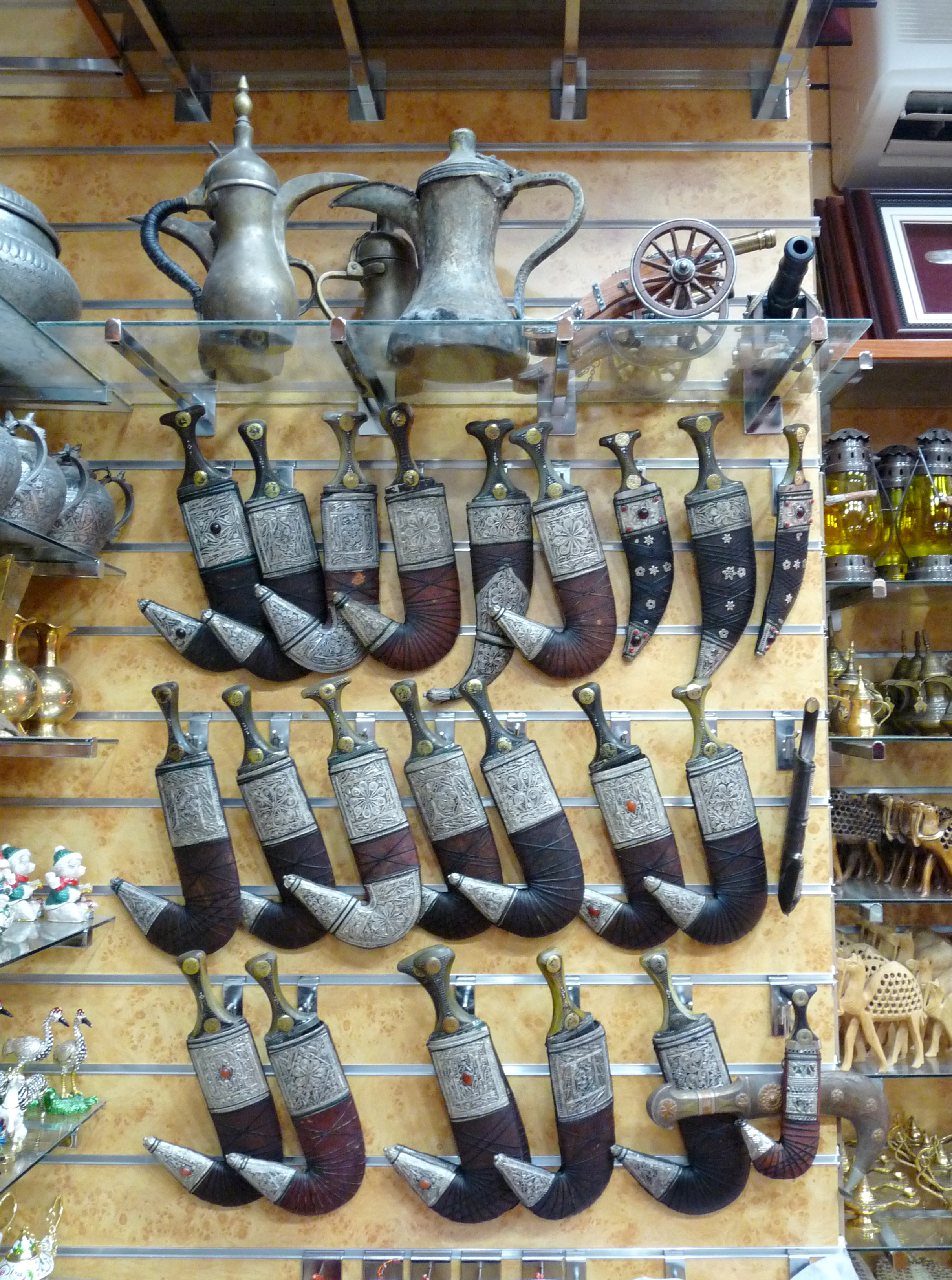
صورة الجنبية

تشتهر صنعاء بالعديد من الصناعات الحرفية واليدوية ويتوارث الحرفة أسر محددة جيلاً بعد جيل ومن أهم هذه الحرف:
- 1- صناعة العقيق اليماني.
- 2- صناعة الجنابي والنصال.

## سور صنعاء القديمة[22]

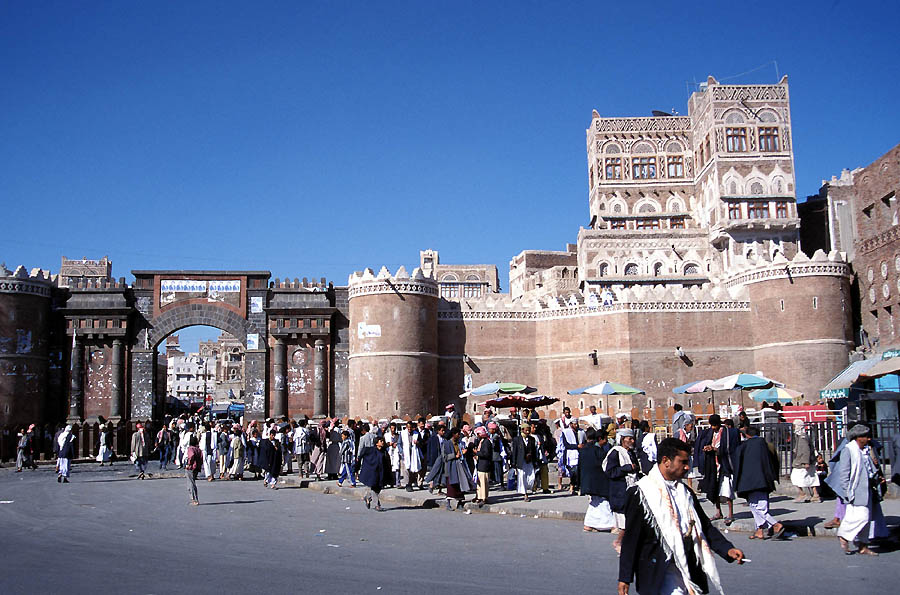
باب اليمن، عمره 1000 سنة

خريطة صنعاء رفعت للوالي العثماني مصطفى عاصم باشاونقلت طبق الأصل بوزارة الاشغال العامة في الجمهورية العربية اليمنية في 15 مايو 1968.

المراحل التاريخية للسور:- يمكن أن نؤرخ للسور وفقاً للمراحل المختلفة التي مر بها بناؤه وذلك لما تقتضيه احتياجات التوسع وازدهار النشاط الاقتصادي والزيادات السكانية، كذلك أعمال الترميم والإصلاحات التي تمت كنتيجة للأضرار التي لحقت بالسور بسبب التقادم والعوامل الطبيعية والمناخية، أو بسبب التدمير والعبث الذي يقوم به الإنسان لعوامل عدة، منها ما يتصل بالجهل والتخلف مما يجعل البعض يقوم بتخريب أجزاء من السور، أو البناء في موقع السور، ومنها ما يتصل بأعمال الحروب والغارات على المدينة وسورها إبان فترات الصراع السياسي الطويل الأمد للسيطرة على مدينة صنعاء، نظراً لأهميتها من حيث موقعها ودورها التاريخي، ويمكن ذكر مراحل بناء السور القديم والإضافات التي تمت، وأعمال الصيانة والترميم وفقاً لما تورده المصادر والمراجع التاريخية ومن المؤكد أن هنالك أعمال بناء لأجزاء من السور أو ترميمات لم يرد ذكرها وذلك كما يلي:
- السور القديم بأبوابه الأربعة المعروفة وقد بناه الملك السبئي «شعرم أوتر[24]» في أواخر (القرن الثاني الميلادي)، بداية (القرن الثالث الميلادي).
- المراجع التاريخية تشير إلى أن أول من قام بترميم سور صنعاء القديم وإعادة بناء أجزاء منه بالحجر والجص هو الملك «علي بن محمد الصليحي»، وفتح فيه (سبعة أبواب) وكان ذلك في (القرن 6 هـ / 12م).

في عهد الدولة الأيوبية:- عند معرفة وسماع السلطان «حاتم بن علي الهمداني» (أحد حكام دولة بني حاتم) بقدوم «توران شاه الأيوبي» إلى صنعاء في سنة (570 هـ/1174م) قام بهدم السور وتكسير خنادقه، وفقاً لرواية المؤرخ اليمني «علي بن الحسن بن أبي بكر بن الحسن ابن وهاس الخزرجي» التي أوردها فـي كتابه (العسجد المسبوك لمن ولي اليمن من الملوك)، وذلك بهدف جعل الأيوبيين مكشوفين عند دخولهم المدينة مما يمكن «بني حاتم» من شن غارات سريعة وخاطفة بما يشبه حرب العصابات وقد قام السلطان «طغتكين الأيوبي» بإعادة بناء السور في أواخر (القرن 6 هـ / 12م)، كما تم التوسع في العصر الأيوبي حيث امتدت باتجاه الغرب فيما عُرف ببستان السلطان فقد قام السلطان «طغتكين بن أيوب» بتسوير الجزء المستحدث ووصله بسور المدينة القديمـة، بحيث أصبحت السائلة محصورة بين السورين، ويبلغ عرض السائلة حوالي (30 متراً) وقد تم توصيل جزئي المدينة بواسطة جسور فوق السائلة، وذلك لتسني مرور الناس وأمتعتهم خاصة في الفترات التي تكون السائلة مليئة بمياه الأمطار.
في عهد العثمانيين: تم استحداث حي بئر العزب وتسويره، كما قاموا بعمل سور يضم منطقتي «بئر العزب» و«قاع اليهود» ـ عندما دخل حي القاع ضمن منطقة بئر العزب وكان هذا السور مبنياً من الطين والحجارة وفتحت فيه العديد من الأبواب، وفي حوالي عام (1036 هـ /1626م) قام الوالي العثماني «محمد باشـا» بترميم سور مدينة صنعاء القديمة وإعادته على ما كان عليه، كما قام العثمانيون بترميم باب البلقة وإعادة بنائه ما بين (1871 – 1879 ميلادية) وفي الفترة ما بين (1875 – 1880 ميلادية) قاموا كذلك بترميم باب اليمن.
ويبلغ طول السور (السور القديم + سور حي بئر العزب) حوالي (5 أميال) وفقاً لتقديرات أوردها المؤرخ «محمد بن أحمد الحجري» في كتابه مجموع بلدان اليمن وقبائلها، وقد بُني السور بكتل من الطين والحصى والتي تُعرف محلياً ـ بالزابور ـ وللسور أبراج مدورة يبلغ عددها حوالي (128 برجاً)، يبعد كل برج عن الآخر مسافة قدرها (50 متراً).

## أبواب صنعاء القديمة[26]

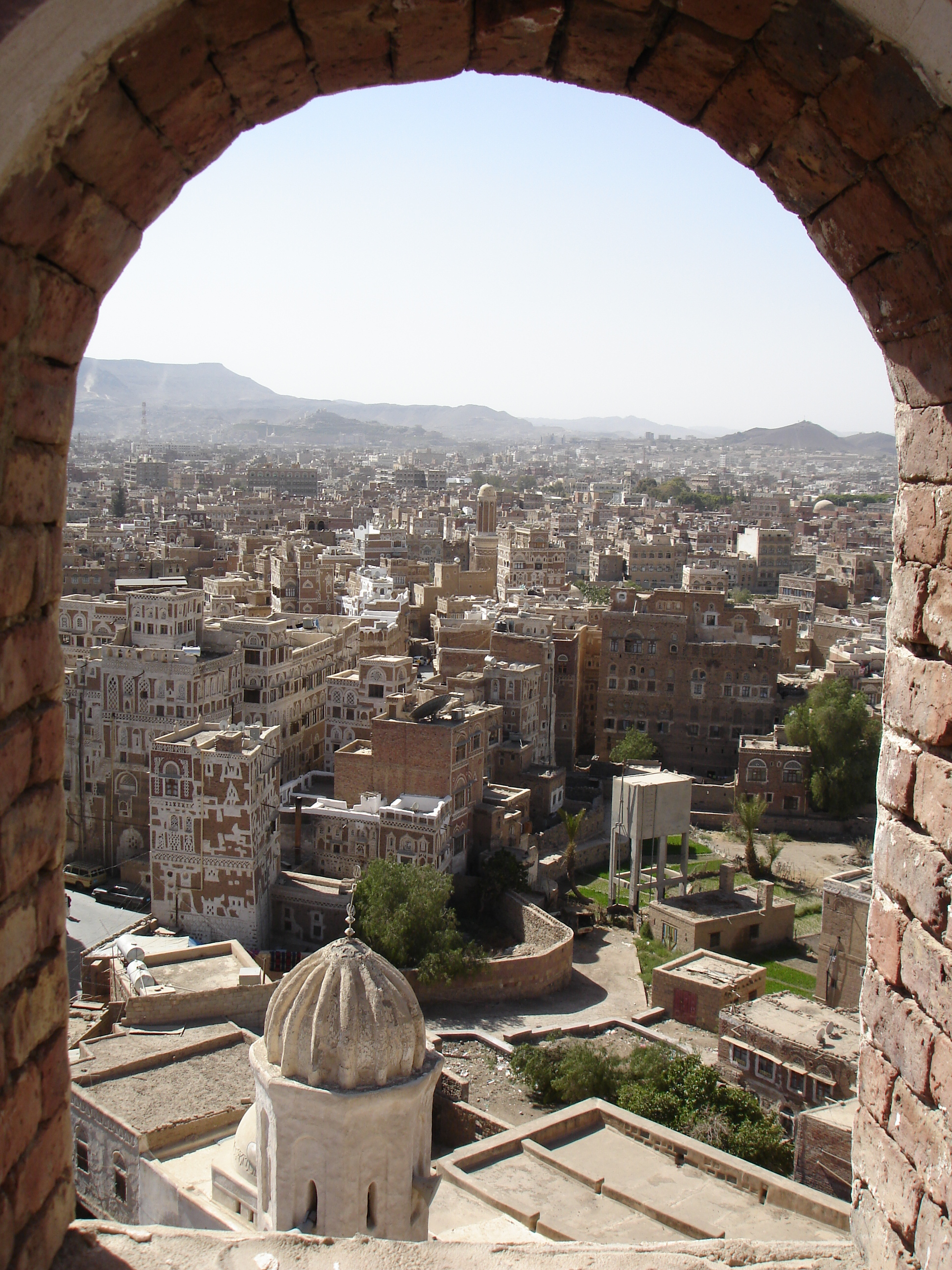
منظر لصنعاء القديمة

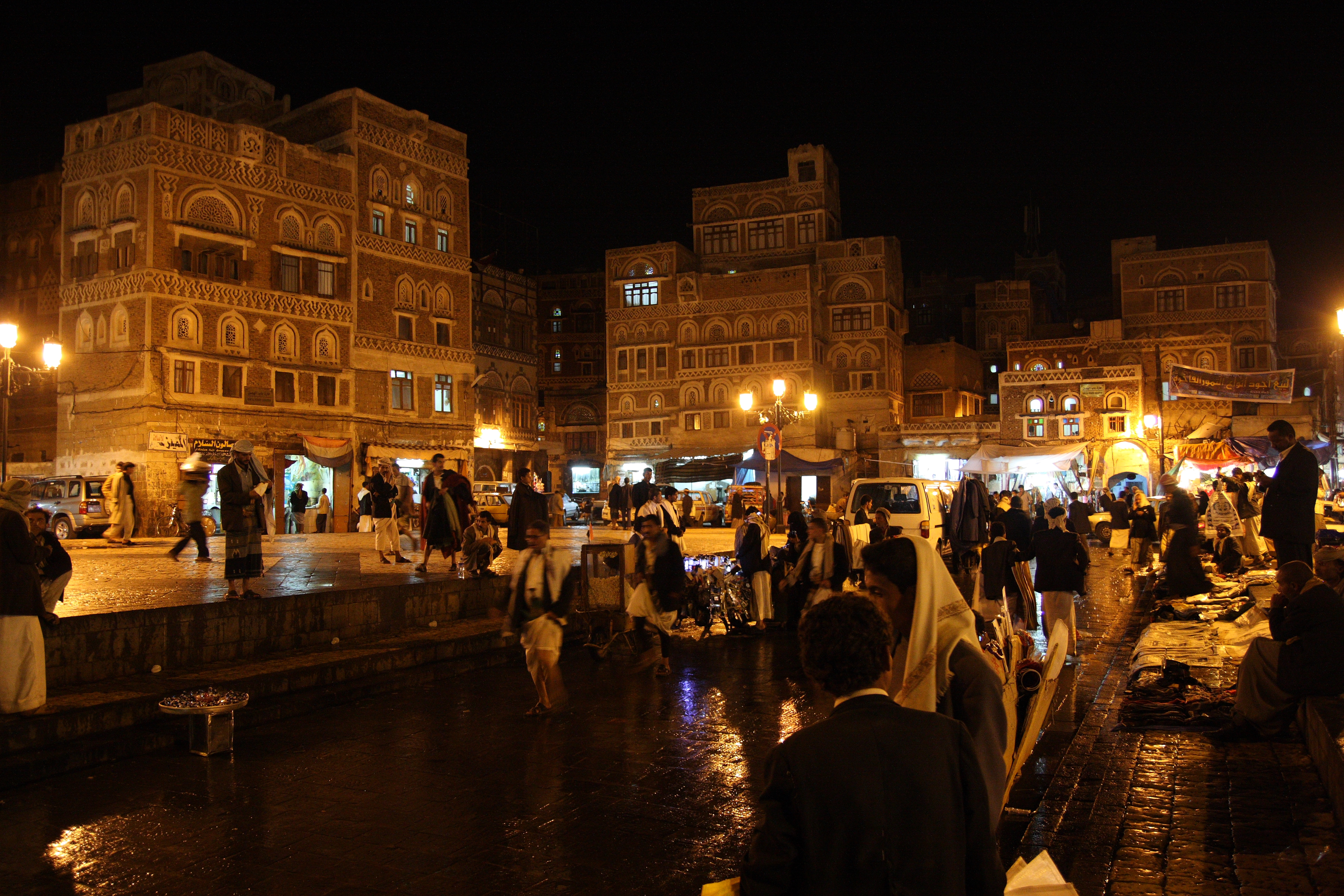
مشهد الشارع ليلا في صنعاء القديمة

لصنعاء المدينة التاريخية سور منيع محيط بها من جميع الجهات الأربع وللسور القديم أربعة أبواب رئيسية هي على النحو التالي:
1. باب اليمن:[27] وهو باب ينفذ إلى الجهة الجهة الجنوبية، وقد عُرف باب اليمن بأسماء أخرى لم تكتسب شهرة التسمية الأصلية مثل (باب عدن)، (باب غمدان)، (باب الحرية) والأخير عقب قيام الثورة اليمنية.
2. باب شعوب: وهو باب ينفذ إلى حي شعوب في الجهة الشمالية.
3. باب ستران: وهو باب يؤدي وينفذ إلى الجهة الشرقية باتجاه القلعة وجبل نقم وعُرف باسم آخر هو (باب القصر).
4. باب السبحة: وهو باب ينفذ إلى الجهة الغربية باتجاه الحقل وحي بئر العزب، وسمى ـ أيضاً ـ (باب السبح).

أما الأبواب الأخرى غير الرئيسية فهي:
1. باب خزيمة:[28] وهو باب باتجاه الجنوب يؤدي إلى مقبرة خزيمة، وهو تابع للسور الخاص بحي بئر العزب.
2. باب الشقاديف: وهو باب باتجاه الشمال ويعُرف ـ أيضاً ـ باسم (باب الحديد) ويتبع هذا الباب السور الخاص بحي بئر العزب.
3. باب البلقة: وهو باب باتجاه الجنوب وهو أصلاً جزء من السور الخاص بمنطقة قاع اليهود.
4. باب الروم: وهو باب باتجاه الشمال الغربي يتبع السور الخاص بحي بئر العزب.
5. باب القاع: وهو الباب الآخر للسور الخاص بمنطقة قاع اليهود.

نتيجة لأعمال التخريب والتدمير وتحت مبرر متطلبات التطوير والتنمية الحديثة المعاصرة تم تدمير أجزاء من سور مدينة صنعاء القديمة وأبوابه تحت مبررات عديدة منها بهدف دخول السيارات إلى مدينة صنعاء القديمة - ولم يبقَ بحالة جيدة إلا الجزء الممتد من حي السائلة بجانب الخندق الجنوبي بالقرب من باب اليمن، وكذلك جزء آخر في الجهة الشمالية أمام حارة الحرقان، وقد تم ترميم بعض الأجزاء المتبقية من السور المحيط بصنعاء القديمة.
تعتمد أبواب صنعاء على مراحل بناء أسوار صنعاء
1-سور قصر غمدان على شكل حزام يمني في عصور ما قبل ال 500 ميلادي حيث سور القصر على شكل حزام وغمد وله أبوابه الشرقية والرئيسي الغربي وأهمها باب الغمد نفسه والشرقي باب ستران التي تخر الملكة مع حراسها إلى نقم وسمي بالستران أي باب الستر
2-إضافة إلى ما ذكرته الأخت الباحثة المرحلة الثانية ما بين سور ما بين باب شعوب وباب اليمن المرحلة الثالثة مد السور غربا من باب اليمن حتى حجز ما بين السائلة وأدخل السائلة ما بين السور المرحلة الرابعة للسور ربطت ما بين باب الشقاديف مرورا بدار السعادة المتحف الحربي ودار الشكر المتحف الوطني ثم باب السبح الذي كان جزئه الشمالي مرتبط ببنك الإنشاء والتعمير ثم مرورا بوزارة المواصلات الحالية ثم يلتقي بباب خزيمة شرق مدرسة عبد الناصر المرحلة الخامسة التي مرت للربط ما بين باب الشهاري مرورا بالبونية حتى وصول إلى باب البلقة والمرحلة السادسة وهي الأجزاء الغربية التي ضمت المستشفى الجمهوري وكلية الآداب جامعة صنعاء وبنك الدم حتى التقت بباب الشهاري
باب الشهاري: بين باب الروم وباب الروم هو الملاصق لسور الإذاعة القديمة أي في ركن وزارة التعليم العالي حاليا وباب الشهاري يبعد أكثر من 250 متر غربا وقد سد ولم يبقَ منه إلا ممر يتسع لرجل ثخين وسمي باب الشهاري لأن هناك من ال الشهاري من خرجوا من حارة الجلى والخرايب بعد أن أجلوا اليهود من شمال شرق السائلة شمال شرق جامع النهرين حاليا وانتقلوا إلى حارة الصياد التي تقع بين مجلس النواب القديم ومجلس الوزراء الحالي وبين مسجد حنظل والسفارة الروسية إضافة إلى التحرير ودار البشائر وكان قائد هذه الأسرة «يحيى الشهاري» يقاتل الغزاة ولا زال أبنائه وأبناء عمومته يعيشون في الحي الواقع خلف مجلس الوزراء وهناك صك اتفاق في إصلاح ثكم الباب وإطعام حراسته ومتى فتح الباب ومتى يبلغ سكان صنعاء بالبورزان في حال قدوم الأعداء كان رجل قصير شجاع التزم بحماية صنعاء في السور الواقع في المنطقة المذكورة آنفا وظلت أسرته تتناقل المشيخ من باب السبح حتى القاع حتى يلتقي مع مشيخ دبا حيث خلفه ابنه ثم ابن ابنه حتى انتقلت ما كان يحمله إلى خمسة مشائخ ولا تزال الأسرة موجودة في نفس المكان وباب الشهاري ظهيرة الجنوبي تحول إلى أعمدة للإذاعة القديمة وطغى عليه العمران الحضري حيث أصبح يشغل وزارة التعليم العالي والإذاعة القديمة سابقا وسور بنك الدم وحديقة الإذاعة من الشرق وساحة الحرية ومجلس الوزراء من الجنوب وهناك من الأبواب التي لم تذكر باب السكران وسمي بباب السكران لأنه يفصل بين سكارى قاع اليهود وبين مسلمي شرق بير العزب والبونيه حيث أقيم حتى لا يسمح بالاختلاط بين اليهود بالذات فالمساء وأيام السبت أما بقية أبواب صنعاء فهي كالتالي: ما وجد في 1963 وهي باب اليمن ثم الاتجاه غربا مع السور حتى باب بروم ثم الاتجاه إلى جسر الصداقة الصيني حيث كان باب خزيمة أي مقبرة خزيمة التي خطها الصحابي خزيمة مقبرة للمسلمين ثم الاتجاه غربا حتى ما يعرف الآن بقسم شرطة العلفي وهو باب البلقة ثم الانحناء على شكل نصف دائري إلى المستشفى الجمهوري حتى يصل إلى جولة الجامعة القديمة وجولة الكهرباء حاليا والذي عرف بباب القاع حتى اللحظة ثم الاتجاه شمال بمحاذاة بوابة الزراعة ثم بنك الدم ثم باب الشهاري المعرف عن صاحبه آنفا ثم الاتجاه شرقا إلى الرادع «موقف الباصات» حيث تتجه إلى التوجيه المعنوي باب الشقاديف حيث كان الغيل الأسود والمصبانة ثم محاذاة شارع القيادة شمالا للوصول إلى باب السائلة وكان بينها ما يعرف بباب الحرقان ثم الاتجاه شرقا حتى باب شعوب ثم باب الفرضة ثم باب ستران ثم باب السلام والذي استحدث في سنه 1964 من فرضه أما باب عبيله كان وشاهده الباحث بأم عينه بين بما يعرف السور الجنوب الغربي لدار الحمد وبين بيت العرشي وكان يتضح لمن يمر بحمام علي إلى الغرب على بعد 250 متر ولا تزال هناك بعض الخرائط توضح السور وقد ذكرها جلازر توضح أبواب صنعاء ويفيد الباحث أنه رأى جميع الأبواب بأم عينه ويستطيع أن يصفها في سمكها وأحجاراها وارتفاعها.

## البساتين والمقاشم

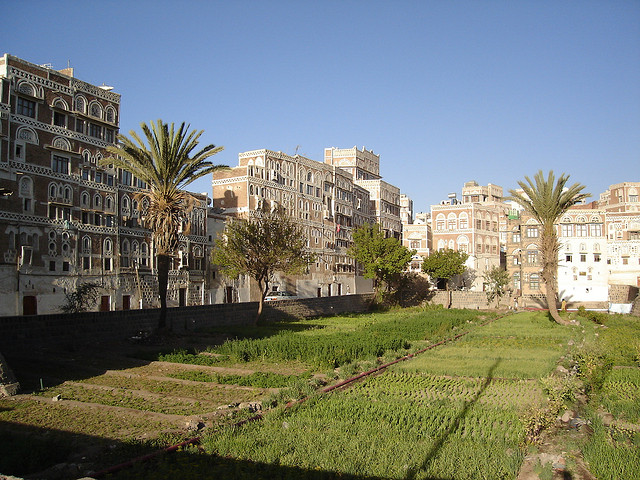

وهي عبارة عن متنفس ومصدر لبعض الخضروات والفواكه البسيطة لسكان المدينة حيث يطل بعض المساكن على هذه المقاشم أو البساتين وهي من أجمل فن عمارة الحارات حيث يوجد في كل حارة بستان أو مقشامة، ويبلغ حوالي عدد البساتين الموجودة في مدينة صنعاء القديمة: 40 بستان، ومنها:
- مقشامة موسى
- مقشامة الحميدي
- مقشامة الجامع الكبير
- بستان الأبهر
- مقشامة داوود
- مقشامة القاسمي
- مقشامة بروم
- مقشامة الدار الجديد
- مقشامة معاذ
- مقشامة جمال الدين
- مقشامة الوشلي
- مقشامة الخراز
- مقشامة أحمد ابن الحسين
- مقشامة الجلاء
- بستان قبة المهدي
- مقشامة التقوى
- مقشامة النهرين
- مقشامة العلمي
- بستان الفليحي
- مقشامة غزل الباشا
- مقشامة الزمر
- مقشامة شوشه
- مقشامة سمره
- مقشامة الحرقان
- بستان الميدان
- مقشامة خضير
- بستان البكيرية
- مقشامة الطبري
- مقشامة الطواشي
- مقشامة الطاؤوس
- مقشامة المدرسة وغيرها.

## السماسر

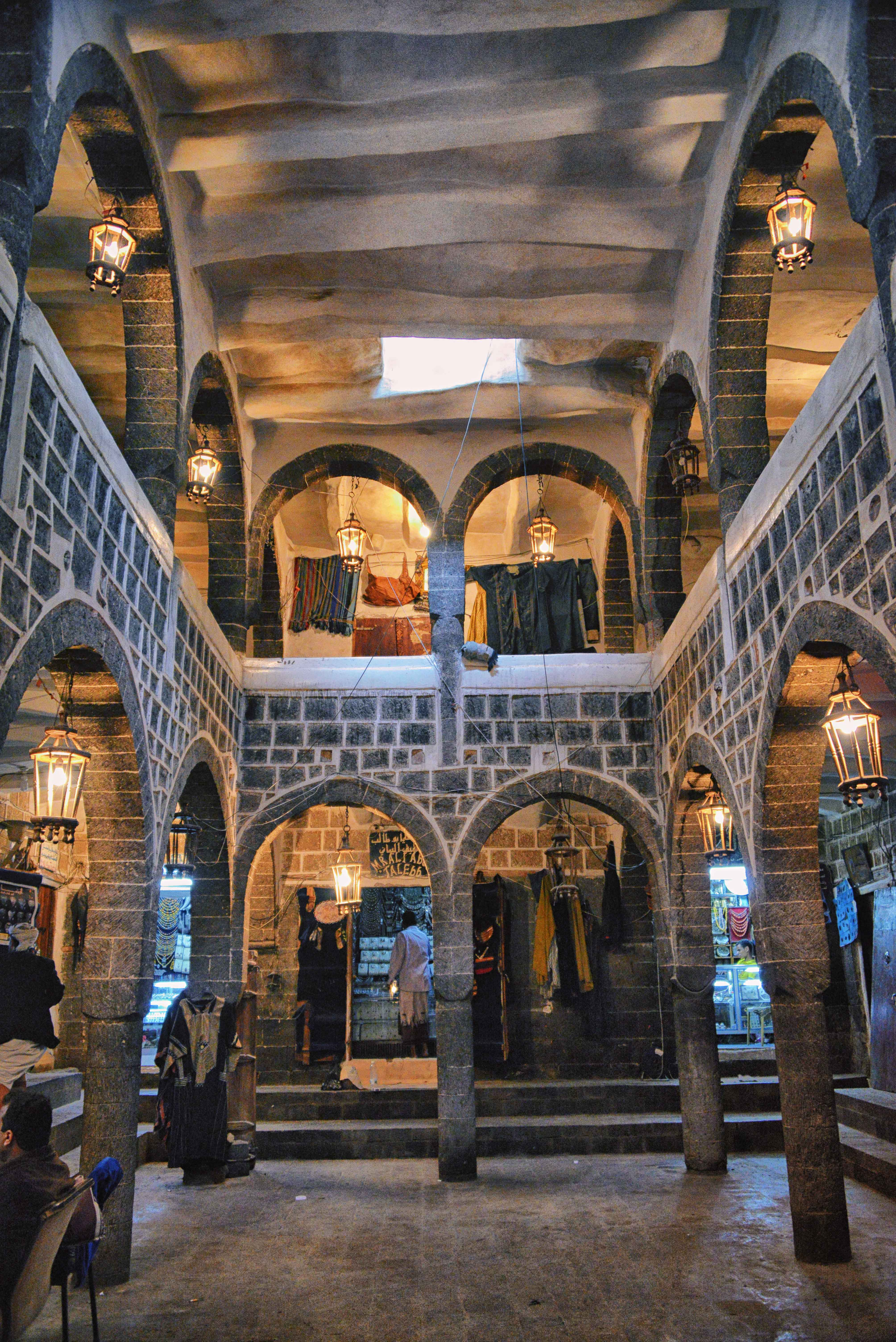

السمسرة هي منشأة معمارية تؤدي وظيفة اجتماعية واقتصادية. ارتبط ظهورها بنشوء وتطور الإنتاج الحرفي فكانت تلك السماسر بمثابة الشكل الجنيني لما يسمى (بالخدمات الفندقية اليوم) تقدم خدمات الإيواء للمسافرين وحفظ المتاع والبضائع والراحة والتزويد بالمؤن لمواصلة السفر والترحال، ومن السماسر التي كانت قائمة في سوق صنعاء قديماً هي:
- سمسرة محمد بن الحسن: تقع وسط السوق باتجاه الشمال، وتطل واجهتها الرئيسية الجنوبية على مركز السوق، بنيت السمسرة بأمر الأمير محمد بن الحسن في سنة (1656م) ونسبت إليه. وتعتبر أكبر سماسر صنعاء من حيث الحجم (المساحي والفراغي)، وتتكون السمسرة من (5 طوابق) تفتح فضاءاتها نحو الداخل وعلى الفناء الوسطي المفتوح، والذي يعد أكبر فناء مقارنة بأفنية سماسر الإيواء الأخرى. وكانت أيضاً مستودعاً للتجار تحفظ فيها البضائع الثمينة والنقود من الذهب والفضة.
- سمسرة النحاس: وتقع جنوب مركز سوق صنعاء، وفي بداية امتداد توسع السوق نحو الجنوب الذي ينفذ إلى باب اليمن. وتتكون السمسرة من (5 طوابق)، وهي من سماسر الإيواء الكبيرة من حيث الحجم. وتاريخ السمسرة يرجع إلى نحو 1752م. ووفقاً لبرنامج الحفاظ على مدينة صنعاء القديمة فقد تم ترميم وتجديد بناء السمسرة، ووظفت بعد ذلك كمركز للتدريب على الصناعات الحرفية والتقليدية، وعرض وتسويق المشغولات والمنتجات الحرفية والتقليدية التي تصنع فيها.
- سمسرة الجمرك: تقع شمال شرق مركز سوق صنعاء. ويعود تاريخ بناء السمسرة إلى 17م، واختصت بخزن وتسويق تجارة الزبيب. وفيها أيضاً كان يتم وزن بضائع التجار لتحديد الرسوم الضريبية عليها.
- سمسرة المنصور: تقع في الطرف الجنوبي الغربي لمركز سوق صنعاء. ويرجع تاريخ السمسرة إلى القرن 16م وقد أعيد بناؤها وجددت عماراتها عدة مرات، كان آخرها ما قامت به هيئة الحفاظ على المدن التاريخية، حيث أعيد تشغيل مبنى السمسرة كمركز للفنون التشكيلية.
- سمسرة المزين (الخان): تقع في الطرف الجنوبي الشرقي لمركز سوق صنعاء. يرجع تاريخ عمارة السمسرة إلى نحو القرن 16م، والسمسرة من حيث الوظيفة النوعية والحجم هي من سماسر الإيواء الصغيرة (المقاهي)، وقد تغيرت هيئتها وتحورت فضاءاتها وظيفياً منذ 15 سنة.
- سمسرة الميزان: تقع في وسط السوق في اتجاه الشمال الشرقي. وتصنف هذه السمسرة من سماسر الخزن والتسويق الكبيرة. وقد سميت هذه السمسرة بالميزان نسبة إلى ميزان الدولة والذي من خلاله كانت تتم عملية الوزن بالأوزان المعتمدة من قبل الحكومة، ولا يزال هذا الميزان معلقاً في ركنها الشمالي الشرقي. والسمسرة وظفت للأغراض التجارية ولا سيما تجارة القشر والبن اليمني.
- سمسرة المجة: تقع إلى الشمال من سمسرة المنصورة وهي ملتصقة بها تماماً وتطل واجهتها على سوق العسوب المشهور.
- سمسرة يحيى بن القاسم: تقع إلى الشرق من سمسرة المنصورة ومقابل السور القبلي للجامع الكبير.
- سمسرة المخلاص: توجد في سوق المخلاص الواقع في سوق الملح.
- سمسرة النجارين: وتوجد في سوق النجارين أمام الجامع الكبير.
- سمسرة العمراني: وتوجد أمام سوق الحمير.
- سمسرة وردة: وتوجد في سوق الملح.
- سمسرة الذريره: وتوجد في سوق الحطب.
- سمسرة سوق الحلقة: وتوجد في سوق الحلقة.
- سمسرة الحب.
- سمسرة العنب.

## المعاصر
المعصرة عبارة عن آلة يقوم بجرها جمل بحركة دورانية وتقوم بعصر أنواع مخصصة من الحبوب كالخردل والسمسم ليستخرج بعد ذلك منها زيوت الترتر والجلجل وغيرها، ولها عدة استخدامات مفيدة ونافعة كعلاج بعض الأمراض (الأنفلونزا – الروماتيزم – الحمى)، إلى جانب استخدامها في الأغراض التجميلية كالاعتناء بالجسم.
ومن المعاصر الموجودة حالياً في مدينة صنعاء القديمة:
1. معصرة الحزيزي.
2. معصرة القرماني.
3. معصرة ساوي.
4. معصرة القرماني.
5. معصرة القرماني.

## السبيل
هي عبارة عن مخزون للمياه بُني من قبل الخيرين وذلك لسد رمق العطشى، ومن أشهر السبل هو السبيل السلطاني الذي قام بنقله وإعادة بنائه إحدى الخيرين إلى حارة الأبهر سنة 1339 هـ على الشارع المؤدي إلى الجامع الكبير ويوجد حالياً بجوار بيت البابلي ورغم جماله وروعة بنائه الذي لا يوجد له مثيل فإنه ما يزال مدفون بين تلك البيوت ويعتبر هذا السبيل السلطاني آية في فن العمارة الإسلامية العثمانية في صنعاء حيث يقوم على مجموعة من الأعمدة والتيجان المنحوتة من حجر الحبش البلسني (أي الحجر غير المخرم) وبطريقة عجيبة وغريبة.
حيث يقوم على أربعة أعمدة في كل زاوية عمود منحوت من الحبش بطريقة مخروطية يعلوها تيجان بارزة إلى الأمام في غاية الروعة والجمال ثم يعلو فوق كل ركن من تلك الأعمدة والتيجان قبة هي عبارة عن قطعة حجر حبش واحدة وهي بشكل الكرة الضخمة يجاورها في كل اتجاه تاجان مسطحان من كل ناحية من نواحي البناء الأربع، ومن هذه السبل:
- سبيل أحمد سويد.
- سبيل الأبهر.
- سبيل باب اليمن.
- سبيل مسجد التقوى.
- سبيل الحرقان.
- سبيل طلحة.
- سبيل حارة الطبري.
- سبيل محمد علي الخضري.
- سبيل سوق البقر.
- سبيل قبة المهدي.
- سبيل أحمد الفقيه.
- سبيل عبد الله لطف زايد.
- سبيل الباشا.
- سبيل المفتون.
- سبيل بيت الثور.
- سبيل الخطري.
- سبيل النظارة.
- سبيل سوق القرشي.
- سبيل سوق الختم.
- سبيل دغيبس.
- سبيل سوق الحلقة.
- سبيل عمروا.
- سبيل بيت المطري.
- سبيل حارة القزالي.
- سبيل بيت دلال.
- سبيل مسجد الطاووس.
- سبيل المتوكل على الله.
- سبيل مسجد طلحة.
- سبيل القاسمي.
- سبيل الوقف.
- سبيل أحمد السريحي.
- سبيل الجبانة.
- سبيل بن الحسين.
- سبيل الزمر.
- سبيل العلمي.

## الحمامات
والمقصود بها الحمامات العامة المفتوحة وحمامات أخرى بخارية لكل الناس مقابل أجر معلوم، وقد عرف اليمنيون الحمامات قبل الإسلام إذ كانت تبنى بجوار المعابد، كما كانت – بعد الإسلام – تبنى في الغالب إلى جوار المساجد لصلة النظافة بالطهارة وواجب التطهر والاغتسال.
وهذه الحمامات تخضع لمعايير هندسية معينة ظلت متوارثة على مدى عصور، والمؤرخ الرازي يذكر أنه كان في صنعاء عام 1991م -1381هـ اثنا عشر حماماً، وكان زبارة المؤرخ المعاصر والمتوفي عام 1960م قد حصر الحمامات في صنعاء بأربعة عشر حماماً، ولا يعني ذلك عدم اطراد نماء الحمامات رغم الفارق الزمني إذ إن المسألة شأنها شأن المباني المعرضة للتهدم والاندثار، وأشهر حمامات صنعاء هي:
1- حمام السلطان:
ويعتبر من أقدم حمامات صنعاء وقد حمل اسم بانيه السلطان طغتكين بن أيوب المتوفي عام 1397م – 593هـ، وموقع الحمام في بستان السلطان غربي السائلة.
2- حمام شكر:
ويقع شرقي سائلة صنعاء، ويرجع تاريخه إلى عام 1569م – 977هـ، ويقال إنه كان قبل ذلك حماماً خاصاً باليهود.
3 - حمام الطواشي:
وقد بني في عام 1619م-1028هـ حينما زار اليمن رسول معروف من سلطان الهند يعرف بالطواشي فحمل اسمه. حمام شكر
4- حمام الميدان:
وقد بناه الوالي العثماني حسن باشا الوزير في القرن السادس عشر الميلادي، ويقع مقابل قصر السلاح في الجانب الغربي من الميدان.
5- حمام الجلاء:
بناؤه كان في القرن السادس عشر الميلادي، وكان خاصاً باليهود في الحي الذي يسكنونه شرقي السائلة قبل نقلهم إلى قاع اليهود.
6- حمام المتوكل:
وهو حمام مشهور أعيد بناؤه في باب السباح شمالي (قبة المهدي) التي بناها أيضاً الإمام المتوكل القاسم بن حسين (1128هـ - 1139هـ، 1716-1727م)، وقد قام المهدي عبد الله ابن المتوكل أحمد بترميمه وتجديده على الحالة القائمة الآن.
7- حمام ياسر:
من حمامات صنعاء القديمة يقع في حي القطيع حارة ياسر وقد عكس الحمام اسمه على الحارة التي حملت نفس الاسم وعلى الرغم من أن تاريخ تجديد عمارة هذا الحمام غير معروفة إلا أن الكثير يرجع إنشاؤه إلى أنه تزامن وعمارة مسجد الأبهر وحمامه 1374م.
8- حمام سبأ:
يقع في حي السرار الشرقي حارة سبأ، وسمي أيضاً بحمام القوعة، وهو من أقدم الحمامات العامرة في صنعاء، ويرجع تاريخ عمارته إلى ما قبل الإسلام.
وهنالك أعداد أخرى من الحمامات تحمل أسماء أحياء صنعاء القديمة مثل حمام سوق البقر والبونية وكذا حمام (الفيش) جنوبي قاع اليهود، وحمام العرضي الذي بناه داخل مبنى العرضي الوالي العثماني المشير/ عبد الله باشا عام (1318هـ - 1900م).
أما أحدث حمام تم بناؤه قبل ثورة 26 سبتمبر عام 1962م فهو حمام علي بجنوب بستان دار الحمد.
وفي السنوات اللاحقة ونتيجة لتزايد عدد سكان صنعاء توجه الناس إلى بناء حمامات جديدة خارج نطاق المدينة التاريخية، عرف منها:
حمام النور جنوب باب اليمن، حمام الجراف شمال باب اليمن، حمام الحميدي، حمام الأبهر، حمام الخاوي جنوب سور ما كان يعرف بالعرضي، حمام السوق.

## صور تاريخية من صنعاء 1958

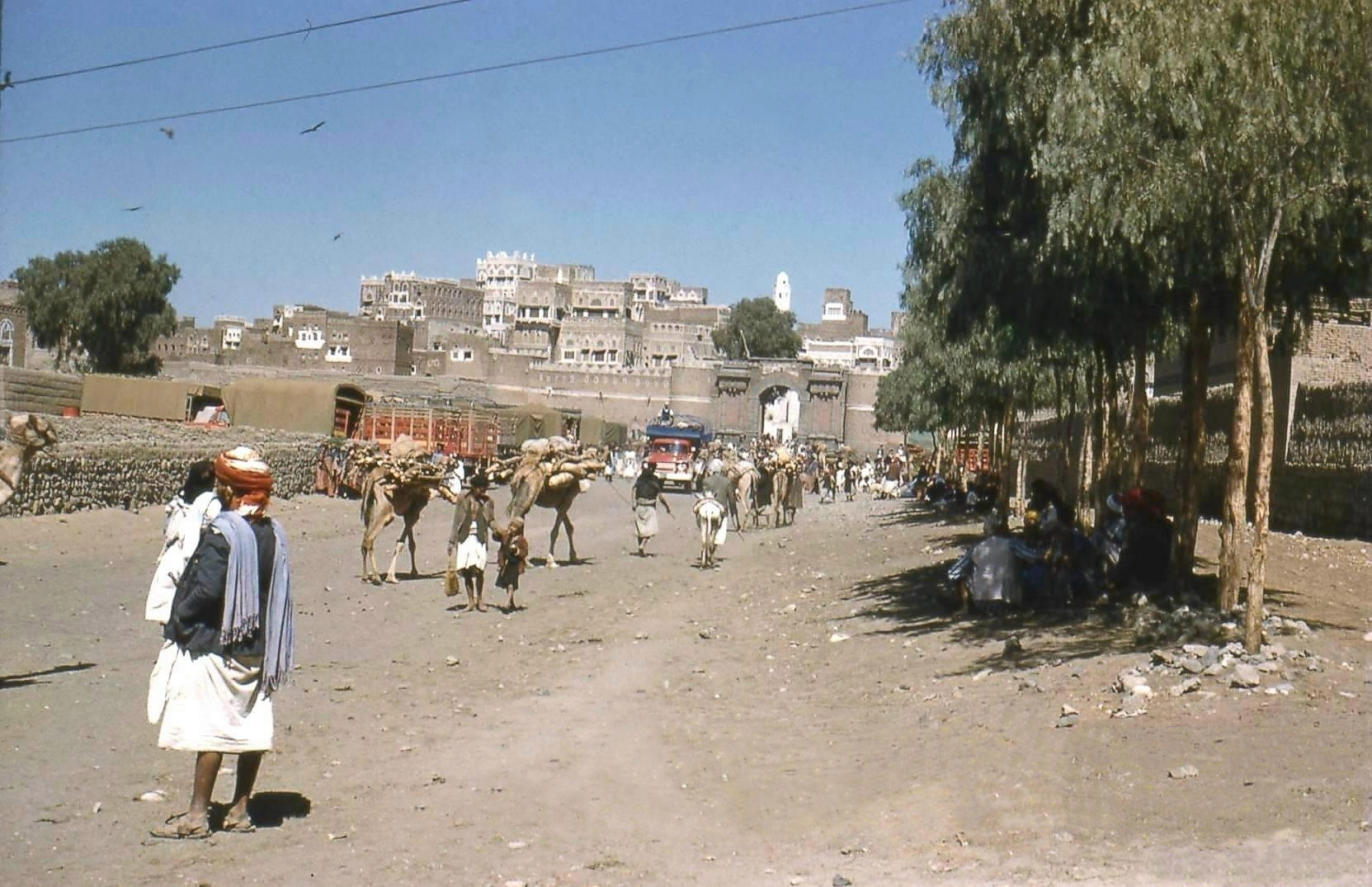
نهاية شارع تعز أمام باب اليمن (أواخر 1950)
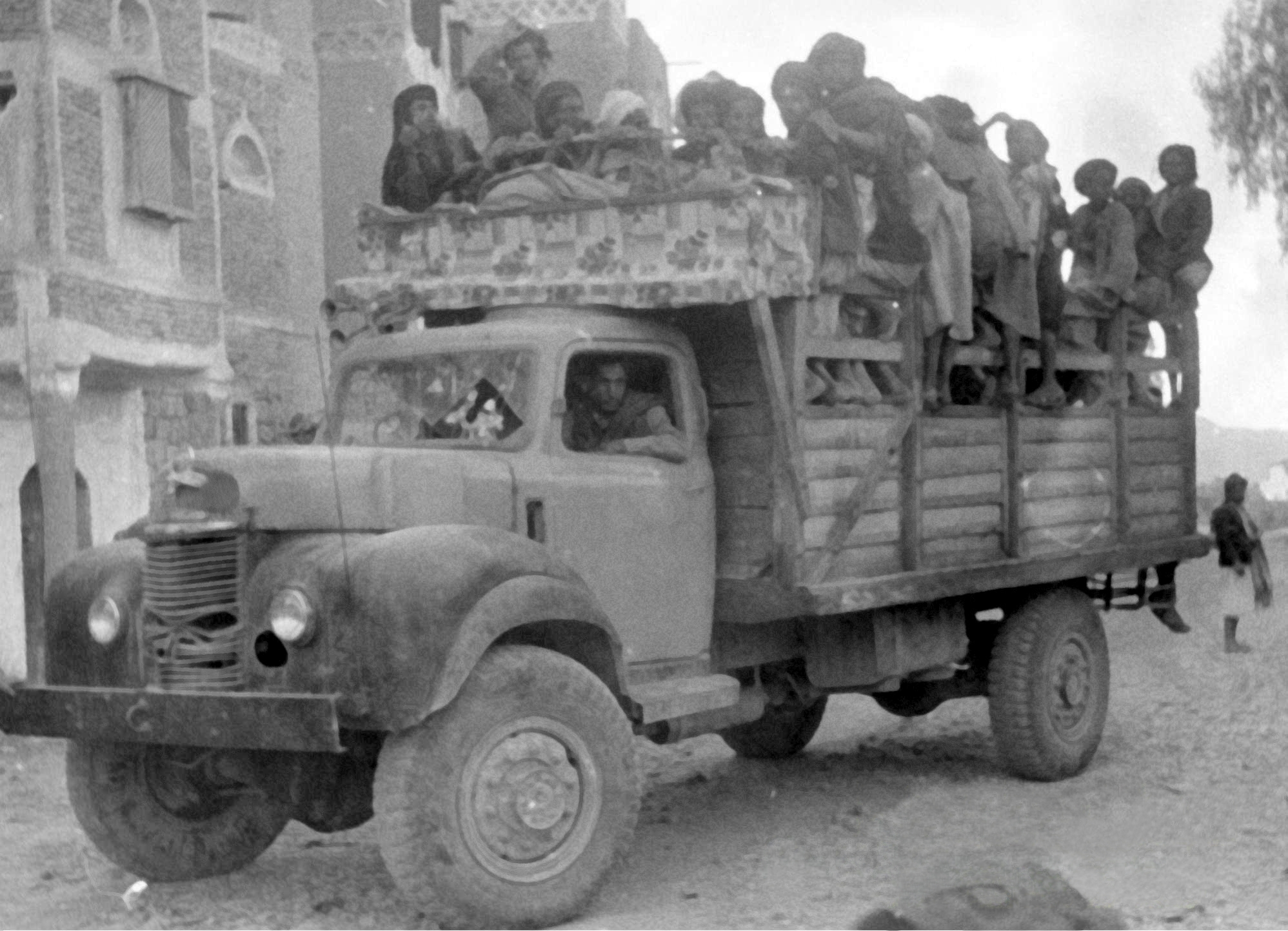
تاكسي (1958)
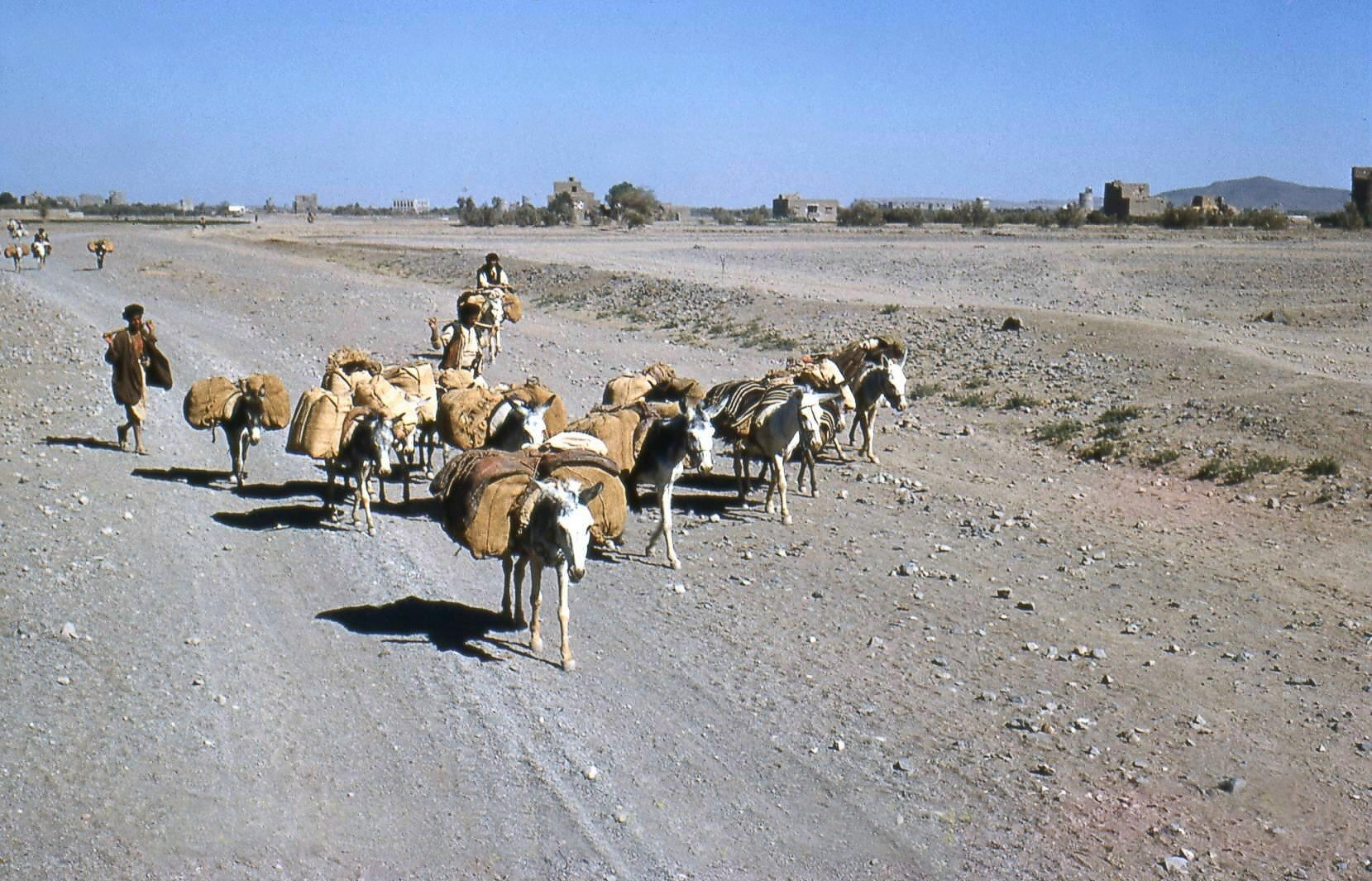
توريد القات إلى صنعاء
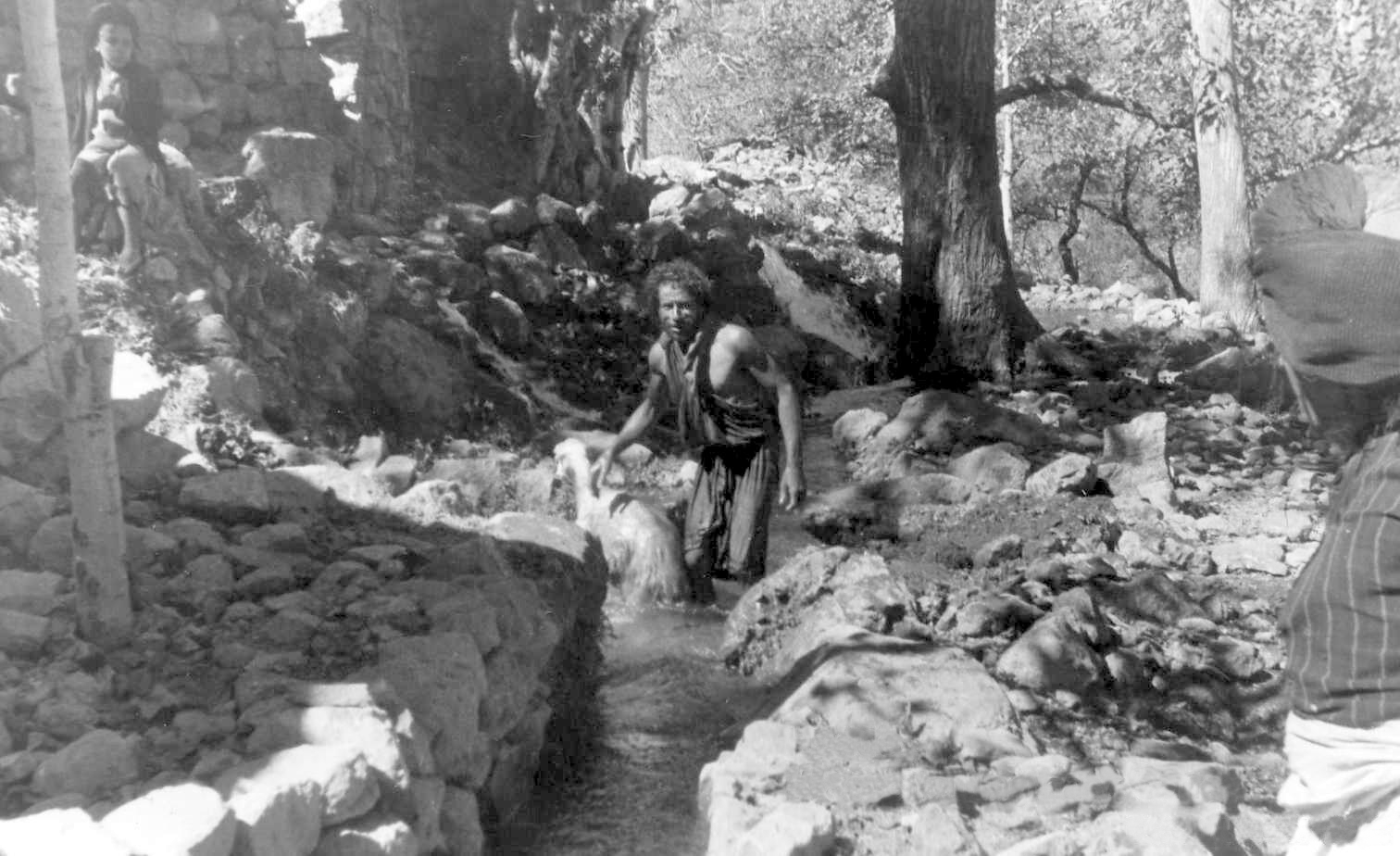
مجرى مياه في صنعاء
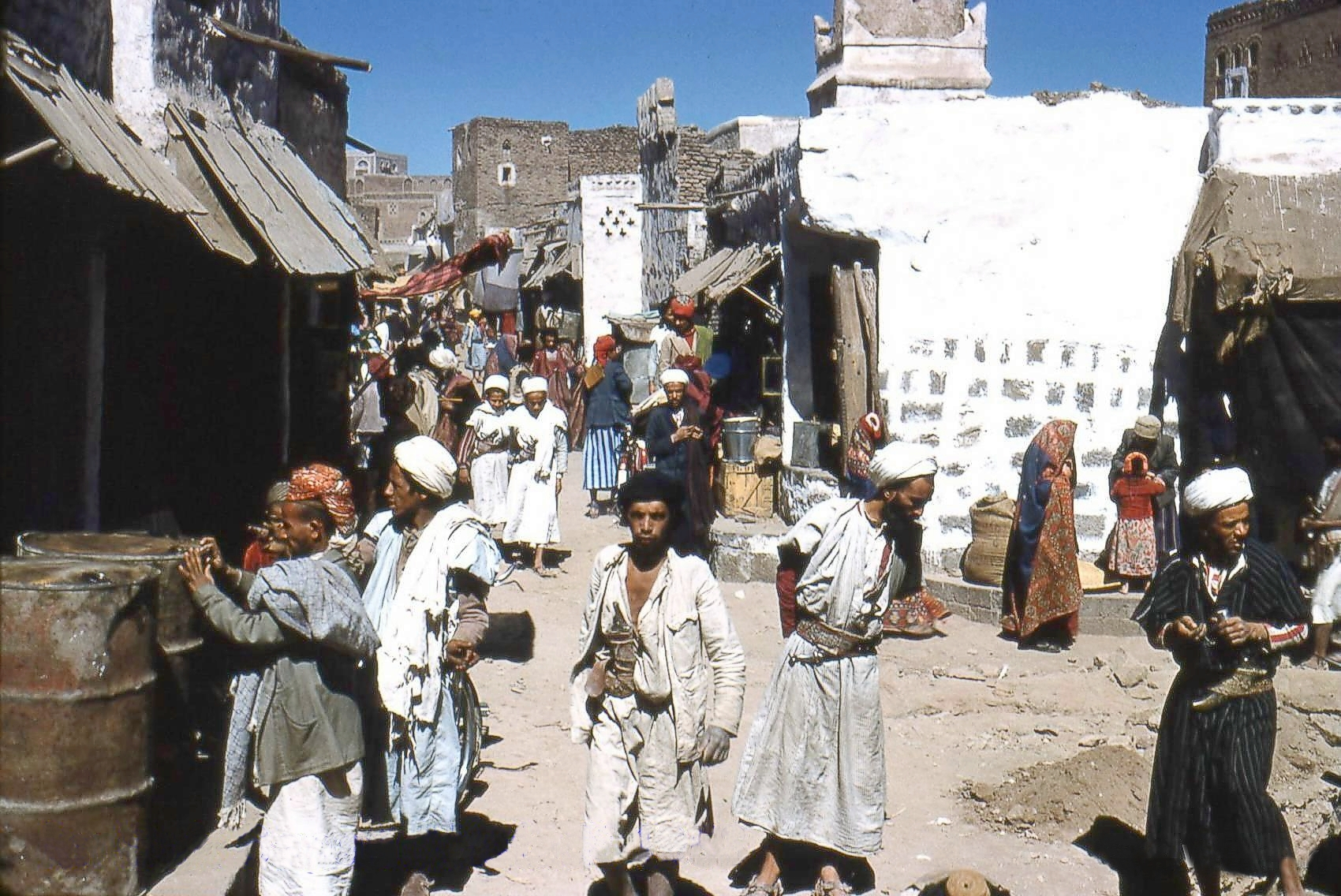
سوق في مدينة صنعاء القديمة
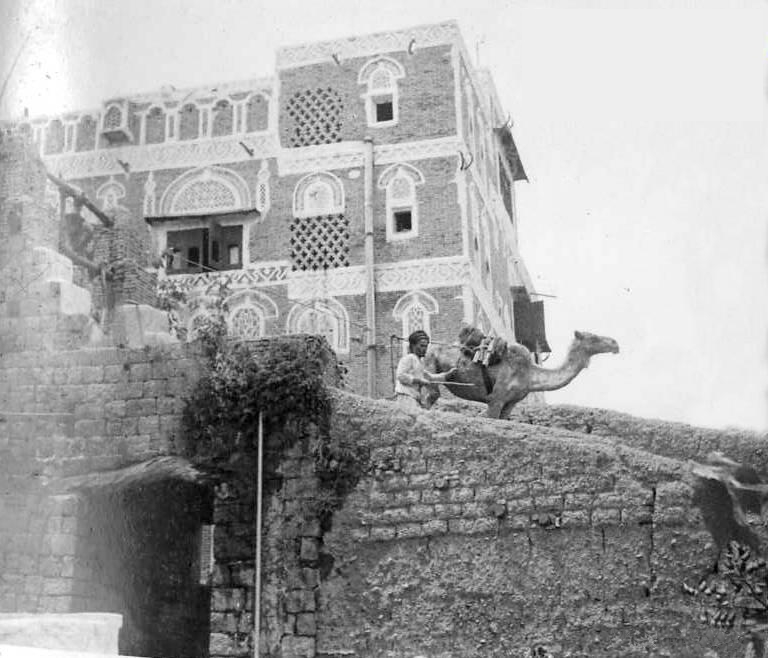
نزع المياه من عمق 20 متر في صنعاء القديمة (1958)
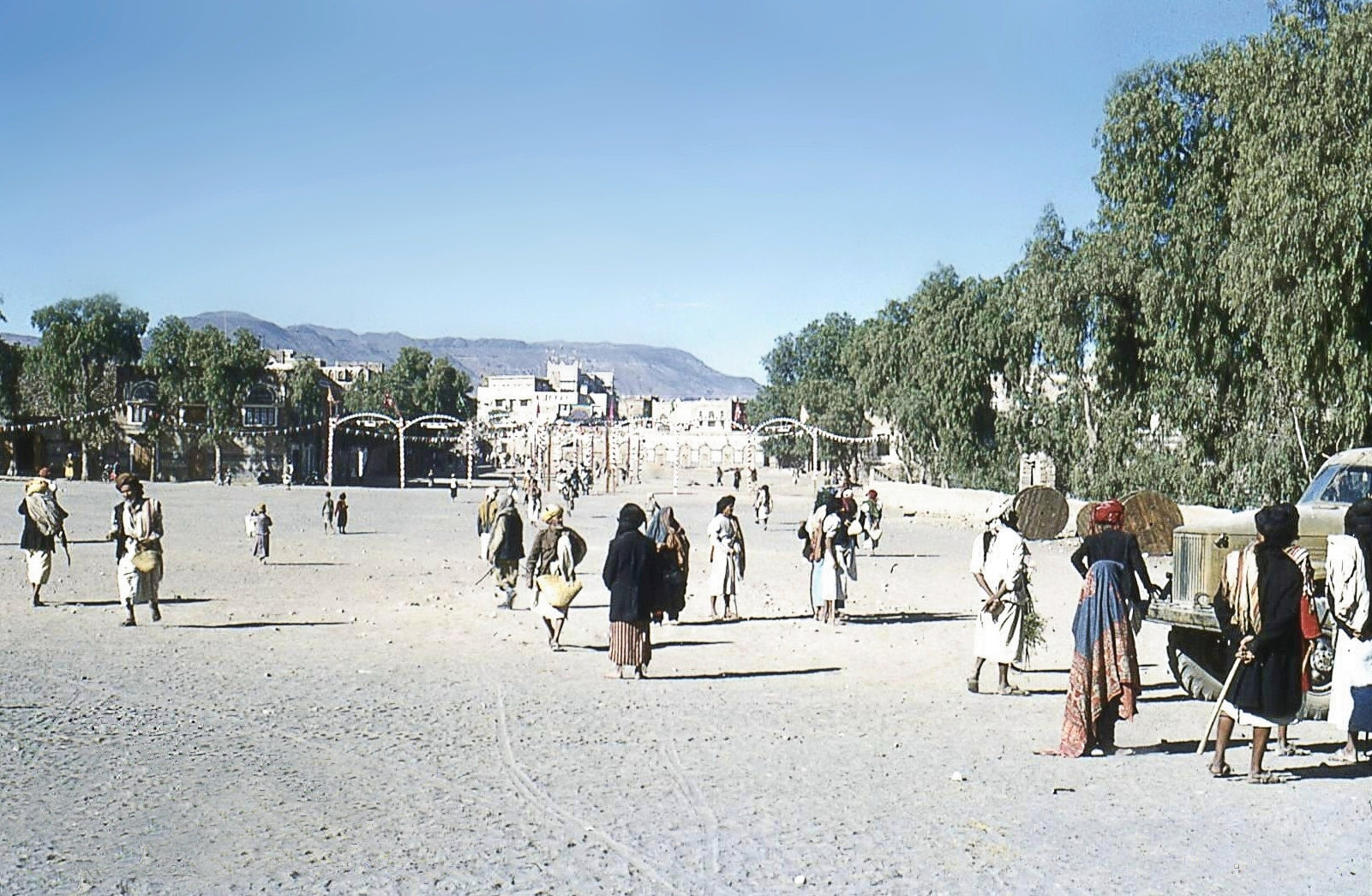
ميدان التحرير (1958)
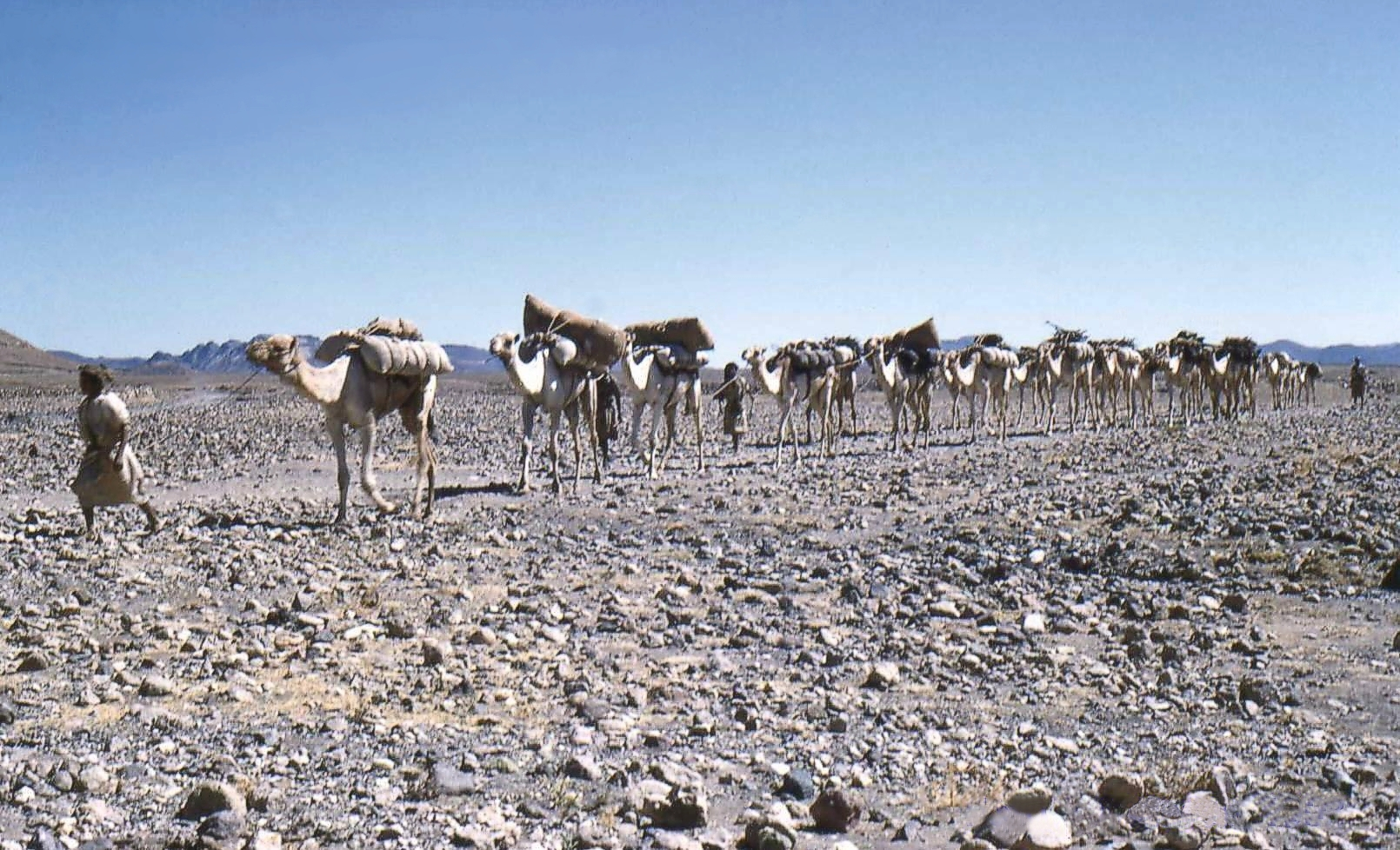
نقل البضائع إلى صنعاء بقافلة إبل (1958)
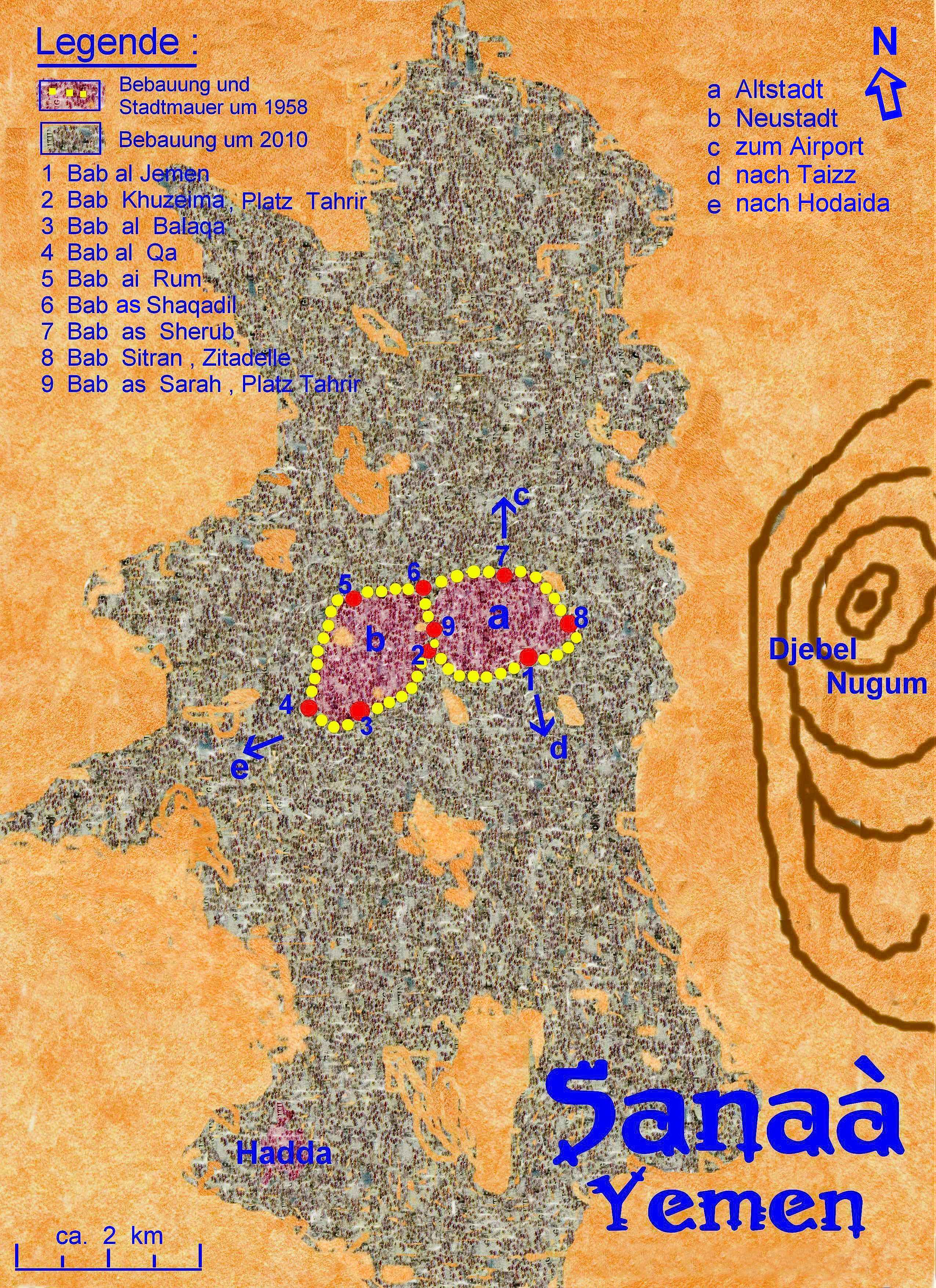
التنمية الحضرية في صنعاء منذ 1950

## ملاحظة
1. ↑  القضاض: خليط من النورة والنيس والجص يصبح صلب عندما يجف كالاسمنت ويمنع تسرب الماء من خلاله